# 2008年夏季奧林匹克運動會火炬接力

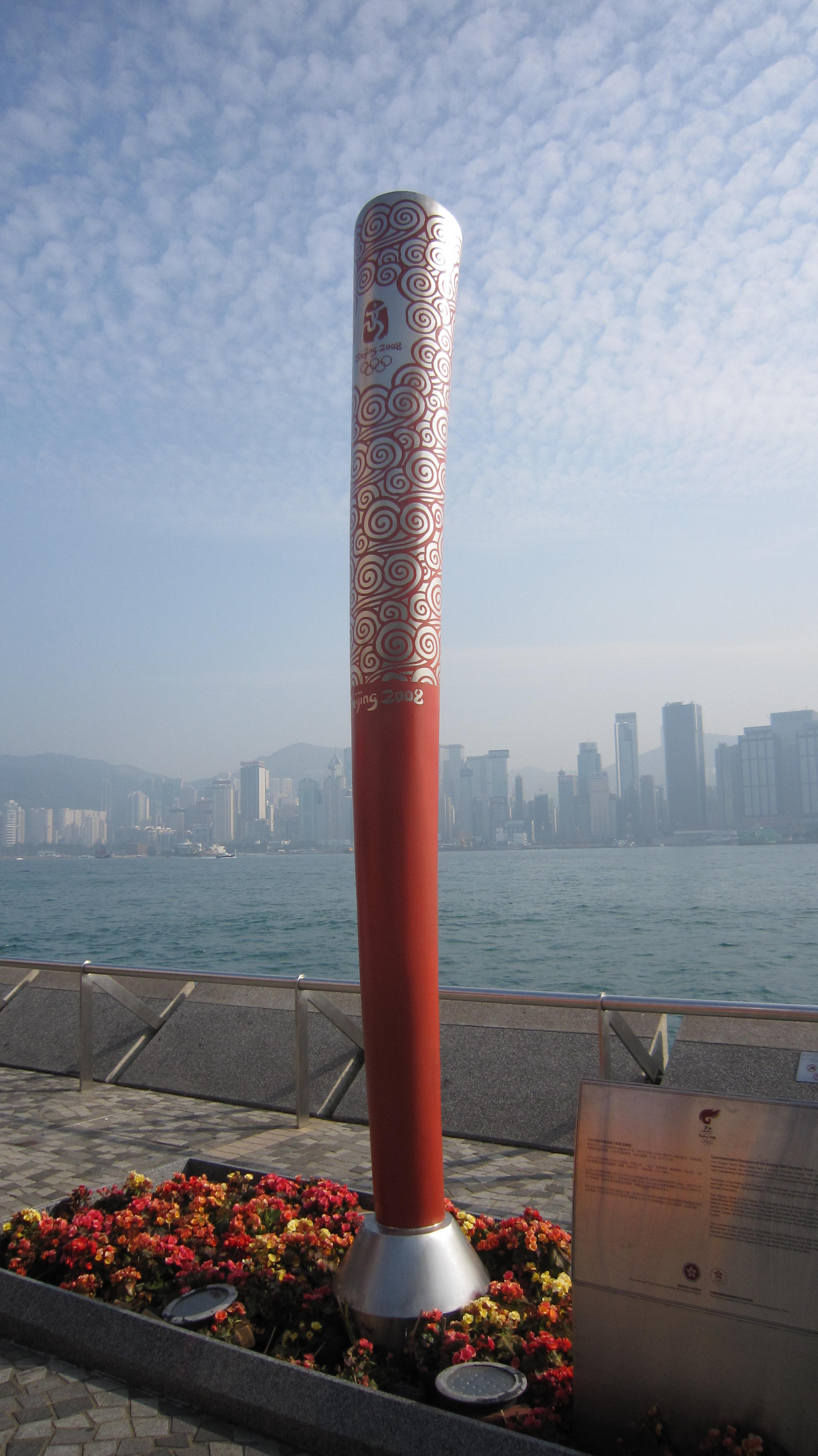
2008年夏季奧林匹克運動會举办前夕，位于香港的奥运火炬雕塑。

2008年夏季奥林匹克运动会火炬接力是指在2008年3月24日在希腊採集的一刻開始至燃點至2008年8月8日晚在北京國家體育場聖火燃點期間的傳遞活動。首位「火炬手」是希臘的雅典奧運會跆拳道銀牌選手亚历山德罗斯·尼古拉迪斯。而第二棒火炬手，亦為本次北京奧運火炬傳遞的第一名中國人，中國著名蛙泳運動員羅雪娟，與亞歷山大手持火炬互碰，引燃手中火炬，成功交接聖火第一棒，羅雪娟隨後再和中國著名乒乓球運動員邓亚萍接力。中國本土第一棒為世界著名跨欄運動員刘翔。其中唯一一位来自台湾的奥运火炬手张韶涵，在昆明进行火炬传递活动。最后由「體操王子」李寧擔任主火炬手在國家體育場上空以「飛天」形式點燃主火炬台。
2009年，因应此次火炬传递在中国大陆境外频遭冲击，国际奥林匹克委员会决定自2010年冬季奥林匹克运动会开始，仅允许奥运火炬在希腊和主办国境内传递。

## 火炬

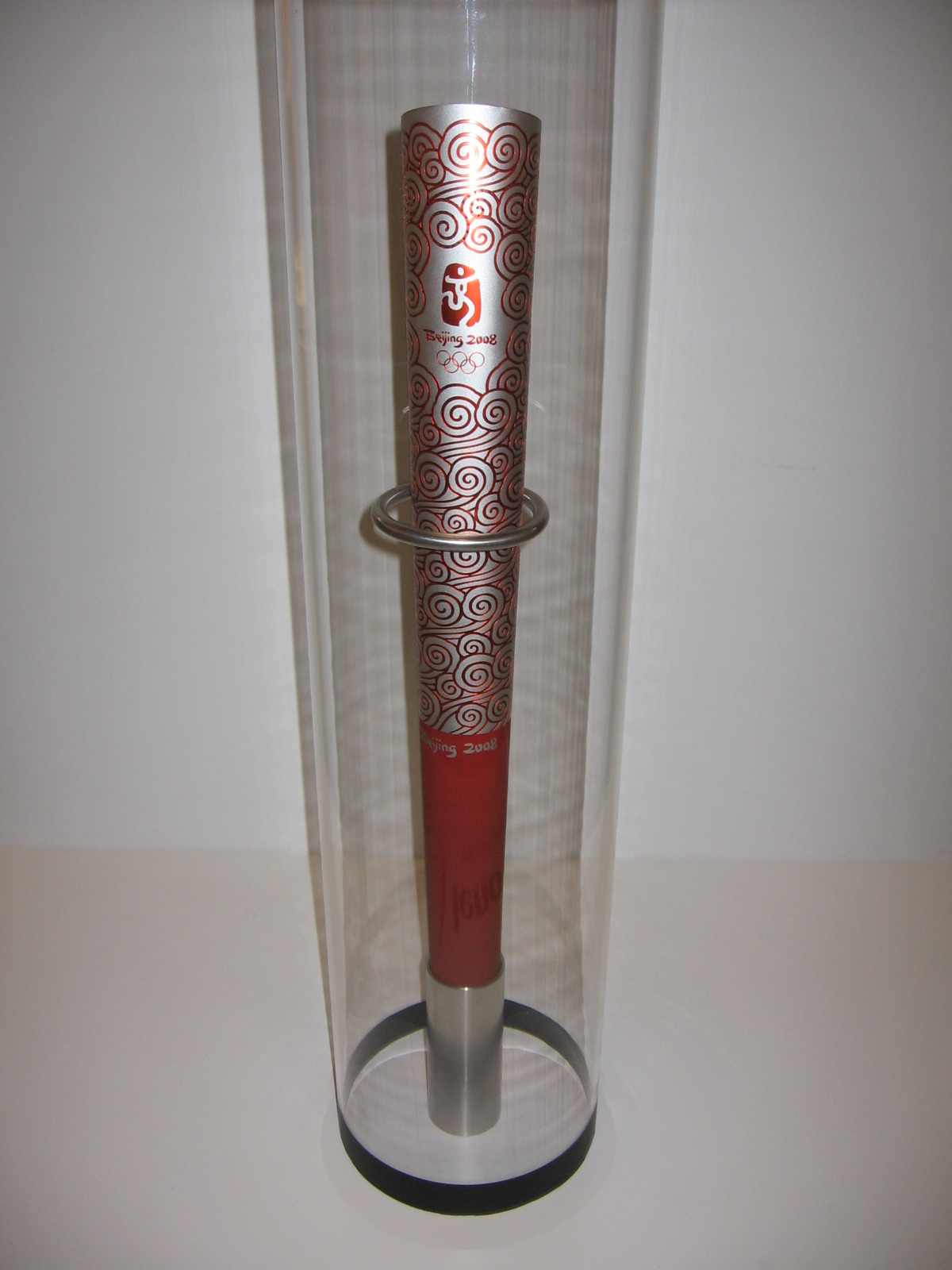
「祥雲」

2008年奧運的火炬稱為「祥雲」，是由聯想（北京）有限公司創新設計中心所設計，其靈感來自「淵源共生，和諧共融」的祥雲圖案，具有代表中國文化的標誌，主體采用紅色和銀色。長72厘米的「祥雲」，重985克，以清潔燃料丙烷為燃料，燃燒時間15分鐘，在零風速下火焰高度25至30厘米，能在每小時65公里的強風和每小時50毫米的大雨情況下保持燃燒。製造上採用輕薄高品質铝合金和中空塑件設計的工藝，下半部噴塗高觸感塑膠漆，手感舒適不易滑落。最終，航天科工集團在聯想（北京）有限公司共同協作完成了火炬外形與燃燒系統結合的火炬樣品製作工作，形成北京2008年奧運會火炬的完整設計，於2007年1月報經國際奧委會批准後正式使用（祥雲火炬近觀，参看）。

## 創舉
本屆夏季奧運會火炬接力創下了多項首例，包括：
- 首度有奧運會成員（中國奧林匹克委員會以及中華奧林匹克委員會）因聖火傳遞路線週邊旗幟問題，雙方談判破裂而使原國際傳遞路線未能依原計劃經過該奧運會成員之相關城市（台北）
- 希臘總統首次出席非本國奧運會（2004年夏季奧林匹克運動會之外的）圣火采集仪式
- 第二棒火炬手首次由主办国代表担任（中國著名蛙泳運動員羅雪娟）[13]
- 圣火采集最高女祭司首次选用新人（希腊女演员玛利亚·娜芙普利都）[14]
- 圣火采集仪式编排出新首度有男祭司
- 首次有中華人民共和国在任大使参与奥运火炬传递（中華人民共和國駐希臘大使館大使羅林泉）
- 首度遭到大規模抗議，也是首度数次更改路線躲開抗議人潮的火炬接力。
- 4月13日：首次傳遞至東非國家。
- 4月28日：首次传入
- 5月2日：香港站在城門河以龍舟的方式傳遞，是全球聖火傳遞歷來的第一次。
- 5月3日：奧運聖火首次傳入澳門。
- 5月8日：火炬登上世界最高山峰——珠穆朗瑪峰（海拔8844.43米[15]）。
- 5月13日後：首次利用奧運火炬作捐款賑災。
- 5月19日至21日首次火炬中途暫停傳遞3天（為悼念四川大地震災亡者）。
- 6月28日：奧運聖火首次於航天發射場進行傳遞。

## 火炬手
北京奥运「火炬手」总数共21,880人，中国境内传递火炬手19,400名，每人跑200米，中国境外传递火炬手2,480名，每人跑250米。

## 火炬接力传递路线
北京奧運會火炬傳遞路線於2006年遞交給國際奧委會審批，2007年4月26日晚，於北京「中華世紀壇」在中共中央政治局常委羅幹和國際奧委會主席羅格的見證下公布。同日北京2008年奥运火炬接力官方网站开通。
北京奧運會火炬接力活動的主題是「和諧之旅」，以「点燃激情 传递梦想」（Light the Passion Share the Dream）為口號。北京奧運會火炬接力活動歷時130天，傳遞總里程約137,000公里，包括五大洲的20座城市，參予傳遞火炬手達21,780人，是迄今為止線路最長、範圍最廣、參與人數最多的一次奧運聖火傳遞。这是继2004年雅典奥运会之后，奥运火炬第二次在全球传播。此次火炬傳遞至世界最高峰，即喜馬拉雅山珠穆朗玛峰。這次的火炬接力與歷屆的最大不同的是所經的城市很少是「奧運城市」，而且很多都是第一次進行聖火傳遞。
北京奧運火炬於2008年3月24日當地時間中午11時（北京時間17時），在希臘奧林匹亞按照傳統儀式取火；3月24日－30日，進行希臘境内的火炬接力活動；3月30日，在希臘泛雅典體育場（1896年第一屆現代奧運會會場）舉行聖火交接儀式，移交予北京奧組委；3月31日，在北京舉行歡迎聖火進入中國及火炬接力啟動儀式。在舉行火炬接力啟動儀式後，將預留一個火煄燈用作5月間具備登頂氣候條件的任何一天登上珠穆朗瑪峰。奧運聖火於8月6日返回北京，8月8日北京2008年奧運會开幕式當晚点燃在北京國家體育場內的主火炬塔。

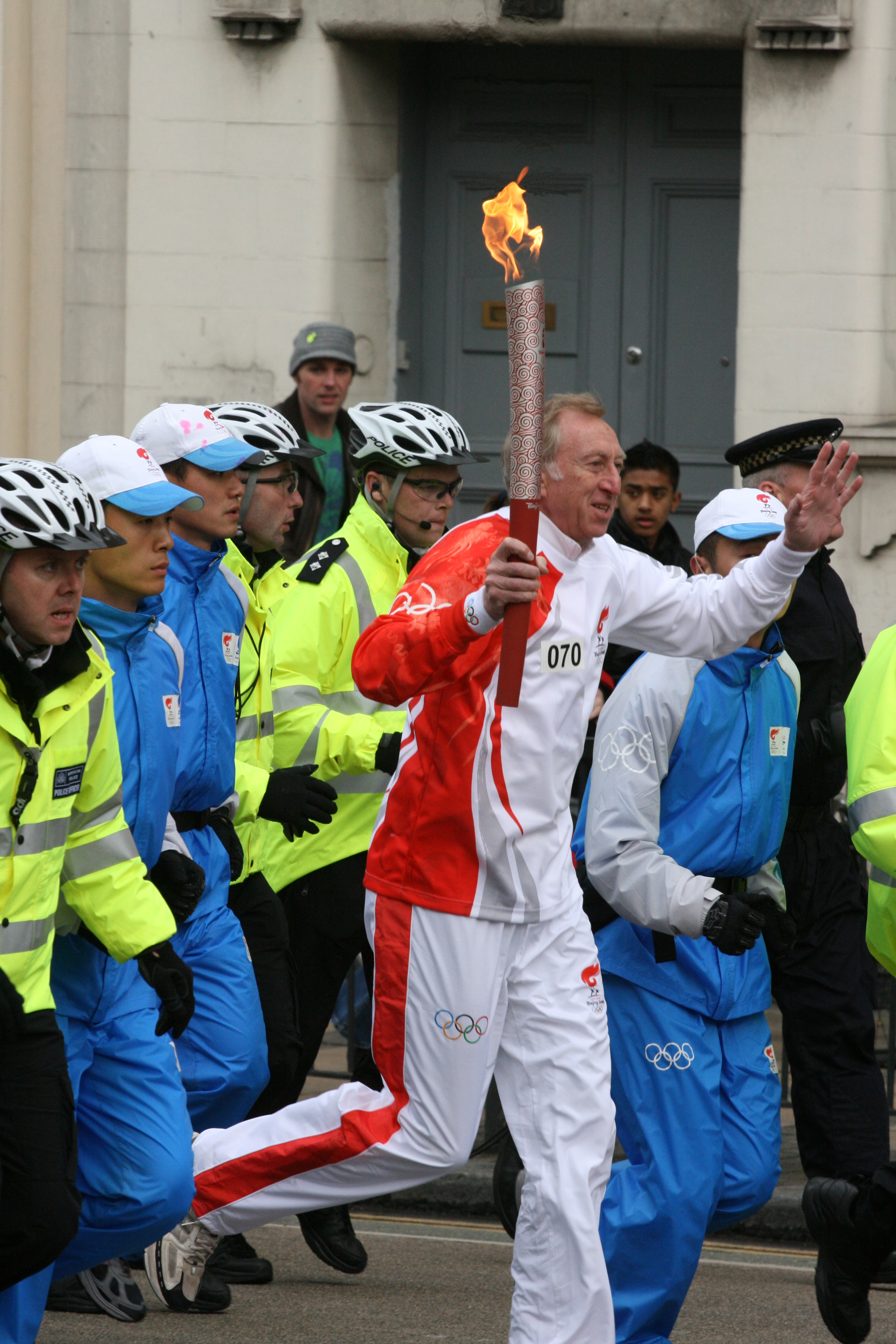
火炬在倫敦傳遞
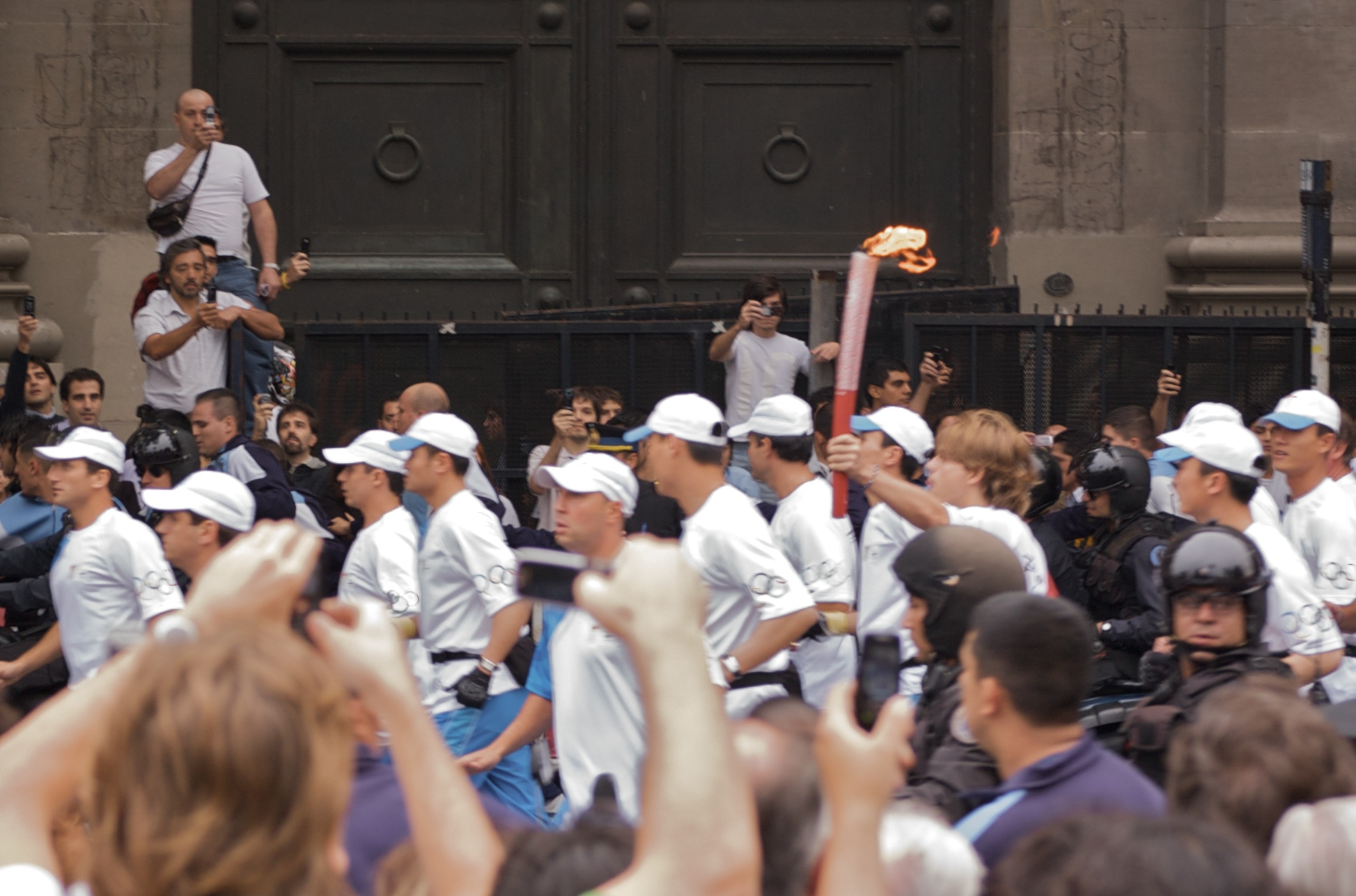
火炬在布宜諾斯艾利斯傳遞
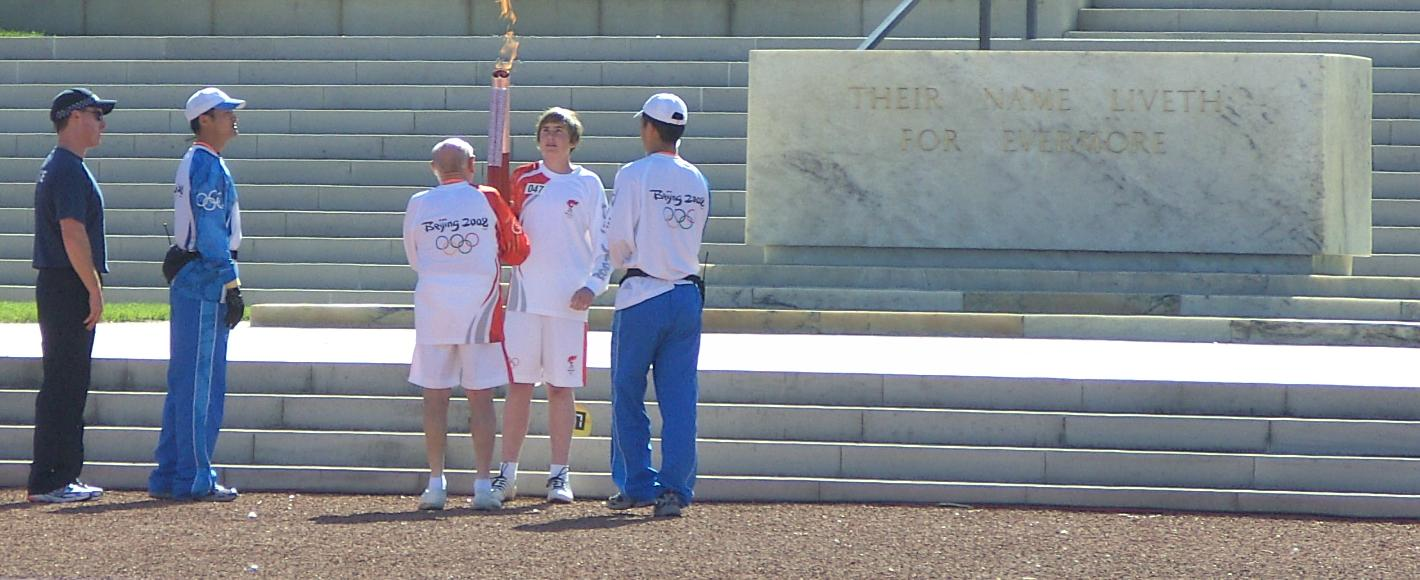
火炬在坎培拉傳遞

以下列出聖火接力傳遞路線計劃的安排：

### 希臘境內傳遞路線
| 希腊境内传递路线 | 希腊境内传递路线      | 希腊境内传递路线                                         |
| ---------------- | --------------------- | -------------------------------------------------------- |
| 日期             | 州份                  | 城市                                                     |
| 3月24日          | 伊利亚州              | 在赫拉神庙前的古奧林匹亞遗址举行“奥林匹克圣火点火仪式”。 |
| 3月24日          | 伊利亚州              | 皮尔戈斯                                                 |
| 3月24日          | 伊利亚州              | 伊里达                                                   |
| 3月24日          | 阿哈伊亞州            | 帕特雷                                                   |
| 3月24日          | 埃托利亚-阿卡纳尼亚州 | 迈索隆吉翁（停留一晚）                                   |
| 3月25日          | 埃托利亚-阿卡纳尼亚州 | 阿格里尼翁                                               |
| 3月25日          | 埃托利亚-阿卡纳尼亚州 | 阿姆菲洛希亚                                             |
| 3月25日          | 埃托利亚-阿卡纳尼亚州 | 梅尼迪                                                   |
| 3月25日          | 阿尔塔州              | 阿尔塔                                                   |
| 3月25日          | 約阿尼納州            | 约阿尼纳（停留一晚）                                     |
| 3月26日          | 約阿尼納州            | 迈措翁                                                   |
| 3月26日          | 格雷韦纳州            | 格雷韦纳                                                 |
| 3月26日          | 科扎尼州              | 科扎尼                                                   |
| 3月26日          | 伊馬夏州              | 韦里亚（停留一晚）                                       |
| 3月27日          | 伊馬夏州              | 纳乌萨                                                   |
| 3月27日          | 派拉州                | 斯基德拉                                                 |
| 3月27日          | 派拉州                | 埃泽萨                                                   |
| 3月27日          | 派拉州                | 吉安尼他萨                                               |
| 3月27日          | 派拉州                | 培拉古城遗址                                             |
| 3月27日          | 塞薩洛尼基州          | 塞萨洛尼基（停留一晚）                                   |
| 3月28日          | 皮埃里亞州            | 迪奥古城                                                 |
| 3月28日          | 拉里薩州              | 拉里萨                                                   |
| 3月28日          | 馬格尼西亞州          | 沃洛斯                                                   |
| 3月28日          | 弗西奧蒂斯州          | 拉米亚（停留一晚）                                       |
| 3月29日          | 東阿提卡州            | 古阿曼弗拉里翁遗址                                       |
| 3月29日          | 東阿提卡州            | 马拉松                                                   |
| 3月29日          | 東阿提卡州            | 拉菲纳                                                   |
| 3月29日          | 雅典州                | 雅典的卫城（停留一晚）                                   |
| 3月30日          | 雅典州                | 在雅典的泛雅典体育场举行「奥林匹克圣火交接仪式」。       |

### 中国大陸境外傳遞路線
| 乘专机抵达奥运主办城市 | 乘专机抵达奥运主办城市 | 乘专机抵达奥运主办城市                   |
| ---------------------- | ---------------------- | ---------------------------------------- |
| 日期                   | 国家                   | 城市                                     |
| 3月31日                | 中国                   | 在北京举行“奥林匹克圣火抵达北京欢迎仪式” |

| 境外传递路线 | 境外传递路线 | 境外传递路线                               |
| ------------ | ------------ | ------------------------------------------ |
|              |              |                                            |
| 日期         | 国家／地區   | 城市                                       |
| 4月2日       |              | 阿拉木圖                                   |
| 4月3日       | 土耳其       | 伊斯坦布尔                                 |
| 4月5日       | 俄羅斯       | 圣彼得堡                                   |
| 4月6日       | 英国         | 伦敦（1908年、1948年、2012年奧運主辦城市） |
| 4月7日       | 法國         | 巴黎（1900年、1924年奧運主辦城市）         |
| 4月9日       | 美国         |                                            |
| 4月11日      | 阿根廷       | 布宜诺斯艾利斯（2018年青奧主辦城市）       |
| 4月13日      | 坦桑尼亚     | 达累斯萨拉姆                               |
| 4月14日      | 阿曼         | 马斯喀特                                   |
| 4月16日      | 巴基斯坦     | 伊斯兰堡                                   |
| 4月17日      | 印度         | 新德里                                     |
| 4月19日      | 泰國         | 曼谷                                       |
| 4月21日      | 马来西亚     | 吉隆坡                                     |
| 4月22日      | 印度尼西亞   | 雅加达                                     |
| 4月24日      |              | 坎培拉                                     |
| 4月26日      | 日本         | 长野（1998年冬奧會主辦城市）               |
| 4月27日      |              | 首爾（1988年奧運會主辦城市）               |
| 4月28日      |              | 平壤                                       |
| 4月29日      | 越南         | 胡志明市                                   |

### 大中華區內傳遞路線
| 中国大陆传递路线 | 中国大陆传递路线                                              | 中国大陆传递路线                                              |
| ---------------- | ------------------------------------------------------------- | ------------------------------------------------------------- |
|                  |                                                               |                                                               |
| 日期             | 省份                                                          | 城市                                                          |
| 5月2日           | 香港特別行政區                                                | 香港（協辦馬術項目）                                          |
| 5月3日           | 澳門特別行政區                                                | 澳門                                                          |
| 5月4日           | 海南省                                                        | 三亚市                                                        |
| 5月5日           | 海南省                                                        | 五指山市                                                      |
| 5月5日           | 海南省                                                        | 万宁市                                                        |
| 5月5日           | 海南省                                                        | 瓊海市                                                        |
| 5月6日           | 海南省                                                        | 海口市                                                        |
| 5月7日           | 广东省                                                        | 广州市                                                        |
| 5月8日           | 广东省                                                        | 深圳市                                                        |
| 5月9日           | 广东省                                                        | 惠州市                                                        |
| 5月10日          | 广东省                                                        | 汕头市                                                        |
| 5月11日          | 福建省                                                        | 福州市                                                        |
| 5月12日          | 福建省                                                        | 泉州市                                                        |
| 5月12日          | 福建省                                                        | 厦门市                                                        |
| 5月13日          | 福建省                                                        | 龙岩市                                                        |
| 5月14日          | 江西省                                                        | 瑞金市                                                        |
| 5月15日          | 江西省                                                        | 井冈山市                                                      |
| 5月16日          | 江西省                                                        | 南昌市                                                        |
| 5月17日          | 浙江省                                                        | 温州市                                                        |
| 5月17日          | 浙江省                                                        | 绍兴市                                                        |
| 5月18日          | 浙江省                                                        | 杭州市                                                        |
| 5月19日－21日    | 浙江省                                                        | 汶川大地震全国哀悼日，暂停奥运火炬接力活动                    |
| 5月22日          | 浙江省                                                        | 宁波市                                                        |
| 5月22日          | 浙江省                                                        | 嘉兴市                                                        |
| 5月23日－24日    | 上海市（足球项目预赛场地）                                    | 上海市（足球项目预赛场地）                                    |
| 5月25日          | 江苏省                                                        | 苏州市                                                        |
| 5月25日          | 江苏省                                                        | 南通市                                                        |
| 5月26日          | 江苏省                                                        | 泰州市                                                        |
| 5月26日          | 江苏省                                                        | 扬州市                                                        |
| 5月27日          | 江苏省                                                        | 南京市（2014年青奥会主办城市）                                |
| 5月28日          | 安徽省                                                        | 合肥市                                                        |
| 5月29日          | 安徽省                                                        | 淮南市                                                        |
| 5月29日          | 安徽省                                                        | 芜湖市                                                        |
| 5月30日          | 安徽省                                                        | 绩溪县                                                        |
| 5月30日          | 安徽省                                                        | 黄山市                                                        |
| 5月31日          | 湖北省                                                        | 武汉市                                                        |
| 6月1日           | 湖北省                                                        | 宜昌市                                                        |
| 6月2日           | 湖北省                                                        | 荆州市                                                        |
| 6月3日           | 湖南省                                                        | 岳阳市                                                        |
| 6月3日           | 湖南省                                                        | 汨罗市                                                        |
| 6月4日           | 湖南省                                                        | 长沙市                                                        |
| 6月5日           | 湖南省                                                        | 湘潭市                                                        |
| 6月5日           | 湖南省                                                        | 韶山市                                                        |
| 6月6日           | 广西壮族自治区                                                | 桂林市                                                        |
| 6月7日           | 广西壮族自治区                                                | 南宁市                                                        |
| 6月8日           | 广西壮族自治区                                                | 百色市                                                        |
| 6月9日           | 云南省                                                        | 昆明市                                                        |
| 6月10日          | 云南省                                                        | 丽江市                                                        |
| 6月11日          | 云南省                                                        | 香格里拉县                                                    |
| 6月12日          | 贵州省                                                        | 贵阳市                                                        |
| 6月13日          | 贵州省                                                        | 凯里市                                                        |
| 6月14日          | 贵州省                                                        | 遵义市                                                        |
| 6月15日－16日    | 重庆市                                                        | 重庆市                                                        |
| 6月17日          | 新疆维吾尔自治区                                              | 乌鲁木齐市                                                    |
| 6月18日          | 新疆维吾尔自治区                                              | 喀什市                                                        |
| 6月19日          | 新疆维吾尔自治区                                              | 石河子市                                                      |
| 6月19日          | 新疆维吾尔自治区                                              | 昌吉市                                                        |
| 6月21日          | 西藏自治区                                                    | 拉萨市                                                        |
| 6月22日          | 青海省                                                        | 格尔木市                                                      |
| 6月23日          | 青海省                                                        | 青海湖                                                        |
| 6月24日          | 青海省                                                        | 西宁市                                                        |
| 6月25日          | 山西省                                                        | 运城市                                                        |
| 6月25日          | 山西省                                                        | 平遥县                                                        |
| 6月26日          | 山西省                                                        | 太原市                                                        |
| 6月27日          | 山西省                                                        | 大同市                                                        |
| 6月28日          | 航天城（酒泉卫星发射中心）                                    | 航天城（酒泉卫星发射中心）                                    |
| 6月29日          | 宁夏回族自治区                                                | 中卫市                                                        |
| 6月30日          | 宁夏回族自治区                                                | 吴忠市                                                        |
| 7月1日           | 宁夏回族自治区                                                | 银川市                                                        |
| 7月2日           | 陕西省                                                        | 延安市                                                        |
| 7月3日           | 陕西省                                                        | 杨凌                                                          |
| 7月3日           | 陕西省                                                        | 咸阳市                                                        |
| 7月4日           | 陕西省                                                        | 西安市                                                        |
| 7月5日           | 甘肃省                                                        | 敦煌                                                          |
| 7月6日           | 甘肃省                                                        | 嘉峪关市                                                      |
| 7月7日           | 甘肃省                                                        | 兰州市                                                        |
| 7月8日           | 内蒙古自治区                                                  | 呼和浩特市                                                    |
| 7月9日           | 内蒙古自治区                                                  | 鄂尔多斯市                                                    |
| 7月9日           | 内蒙古自治区                                                  | 包头市                                                        |
| 7月10日          | 内蒙古自治区                                                  | 赤峰市                                                        |
| 7月11日          | 黑龙江省                                                      | 哈尔滨市                                                      |
| 7月12日          | 黑龙江省                                                      | 大庆市                                                        |
| 7月13日          | 黑龙江省                                                      | 齐齐哈尔市                                                    |
| 7月14日          | 吉林省                                                        | 长春市                                                        |
| 7月15日          | 吉林省                                                        | 松原市                                                        |
| 7月15日          | 吉林省                                                        | 吉林市                                                        |
| 7月16日          | 吉林省                                                        | 延吉市                                                        |
| 7月17日          | 辽宁省                                                        | 沈阳市（足球项目预赛场地）                                    |
| 7月18日          | 辽宁省                                                        | 鞍山市                                                        |
| 7月19日          | 辽宁省                                                        | 大连市                                                        |
| 7月21日          | 山东省                                                        | 青岛市 （北京奥运会唯一合作伙伴城市 / 帆船项目竞赛场地）      |
| 7月21日          | 山东省                                                        | 临沂市                                                        |
| 7月22日          | 山东省                                                        | 曲阜市                                                        |
| 7月22日          | 山东省                                                        | 泰安市                                                        |
| 7月23日          | 山东省                                                        | 济南市                                                        |
| 7月25日          | 河南省                                                        | 郑州市                                                        |
| 7月26日          | 河南省                                                        | 开封市                                                        |
| 7月27日          | 河南省                                                        | 洛阳市                                                        |
| 7月28日          | 河南省                                                        | 安阳市                                                        |
| 7月29日          | 河北省                                                        | 石家庄市                                                      |
| 7月30日          | 河北省                                                        | 秦皇岛市（足球项目预赛场地）                                  |
| 7月31日          | 河北省                                                        | 唐山市                                                        |
| 8月1日－2日      | 天津市（足球项目预赛场地）                                    | 天津市（足球项目预赛场地）                                    |
| 8月3日           | 四川省                                                        | 广安市                                                        |
| 8月4日           | 四川省                                                        | 乐山市                                                        |
| 8月5日           | 四川省                                                        | 成都市                                                        |
| 8月6日－8日      | 北京市（第二十九届奥林匹克运动会主办城市）                    | 北京市（第二十九届奥林匹克运动会主办城市）                    |
| 8月8日           | 晚20时在北京國家體育場举行 “第二十九届奥林匹克运动会开幕仪式” | 晚20时在北京國家體育場举行 “第二十九届奥林匹克运动会开幕仪式” |

## 遭拒而取消的在台湾火炬传递計畫
根據「北京奧林匹克運動會組織委員會」公佈的聖火路線提出的火炬傳遞方案，火炬将由越南胡志明市傳給台北，再传给香港。而中國大陸的中央電視台更明確說出聖火傳遞路線中的台灣一站，為中國國內傳遞路線。因此，中華民國政府認為火炬傳遞路线有矮化其主權之意味，是將台灣視為中華人民共和國領土一部份的傳遞路線規劃，要求「三進四出」（從第三國入境，從第四國出境），不接受目前的由第三国进从香港出的计划，以及北京奧會提出的聖火傳遞期間，中華民國國旗、國歌、國徽必須全面淨空的額外要求（包括觀禮的民眾）。
國際奧委會給北京奧林匹克運動會組織委員會以及中華奧林匹克委員會就北京奧運火炬談判時間底線是瑞士洛桑時間2007年9月21日凌晨零時，談判過程中雖在境外定位及尊重國際奧委會規定上有共識，大陸方面進行了讓步，但最終因中華民國國旗、國歌、國徽是否能在火炬傳遞隊伍外出現未能達成共识。
2007年9月21日，原定在2008年5月1日在台北傳遞的火炬路線由於中國奧林匹克委員會以及中華奧林匹克委員會最終因為國旗問題等談判破局，所以雙方面陸續獨自宣布聖火將不會經過台北，是為自柏林奧運開創聖火傳遞的活動有史以來首座城市於邀請下而無法傳遞的紀錄。也使得聖火傳遍兩岸三地的計劃破滅。
根據TVBS民調，64%的台湾受訪者不贊成在中華民國國旗、國徽和國歌不得出現的情況下使聖火進入台灣，並有高達87%的民眾認為中華人民共和國的此一要求「不合理」。時任總統陳水扁則批評此事件根本是「故意找台灣的麻煩」。
而這方面的官方指引，根据台灣也參加了的国际奥委会的共識，规定在奥运会及其相关活动的场所，只能出现中华台北奥委会的会旗，不能出现中华民国的国旗。

## 火炬在中國大陸境外傳遞過程
對中國處理人權的方式不滿者、西藏流亡政府及其支持者、藏独，无国界记者等组织及个人，在火炬传递期間组织的各种抗議活動，试图阻挠和干擾火炬传递，藉此表達要求中華人民共和國政府正視和解决人權問題、西藏问题、達爾富爾人道危機、缅甸人权、法轮功問題等訴求。同時也有當地支持中国的華人、華僑及中國留學生組織保護火炬活動。在圣火傳遞過程中，雙方爆發了一些小規模衝突。

### 雅典
2008年3月24日，北京奥运会圣火在希腊雅典由女祭司用凹面聚光鏡收集太阳光点燃。當北京奧組委主席刘淇发表讲话时，两名无国界记者成員衝進镜头，並展示五副手铐组成的奧運五環及「Beijing 2008」圖樣的黑色旗幟。这些人迅即被希腊警方逮捕，电视直播画面也被切换，直至示威者被带离现场。自由西藏学生运动宣称该事件与其有关。
當日聖火傳遞時，也被两名无国界记者成員，在火炬到達前一刻走到接力路線上，後被希臘警方帶離現場。該兩名人士将被希臘法庭起訴。對此，国际奥委会执行委员会副主席凯万·高斯帕表示：“奥运会象征着最杰出的体育表现，象征着和平和友谊。尽管有人试图进行诋毁和破坏，我们还是希望奥运火炬能够作为奥运精神和奥运理念的象征顺利完成传递。”

### 伊斯坦布爾
土耳其境內的維吾爾族人在圣火傳遞期間抗議中華人民共和國政府對待新疆境內維族人的政策，不過示威人士迅速被警方拘捕。

### 倫敦

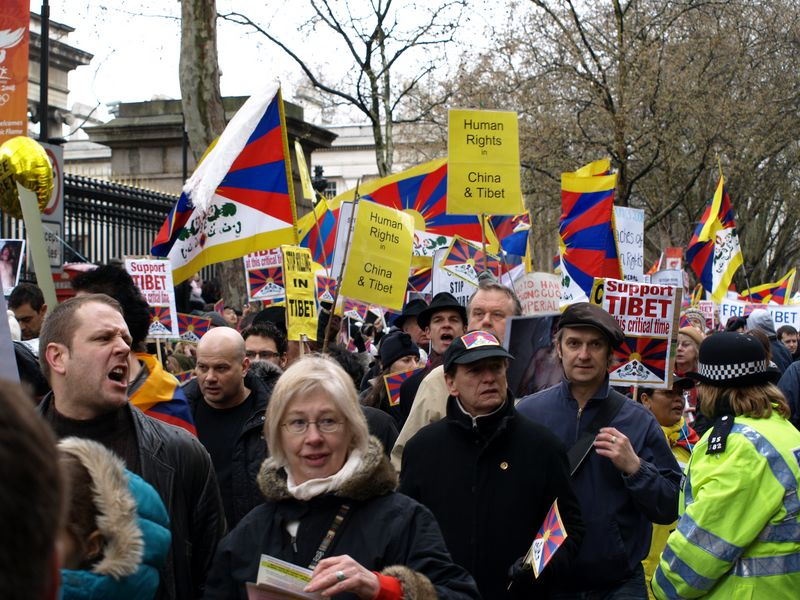
倫敦的示威

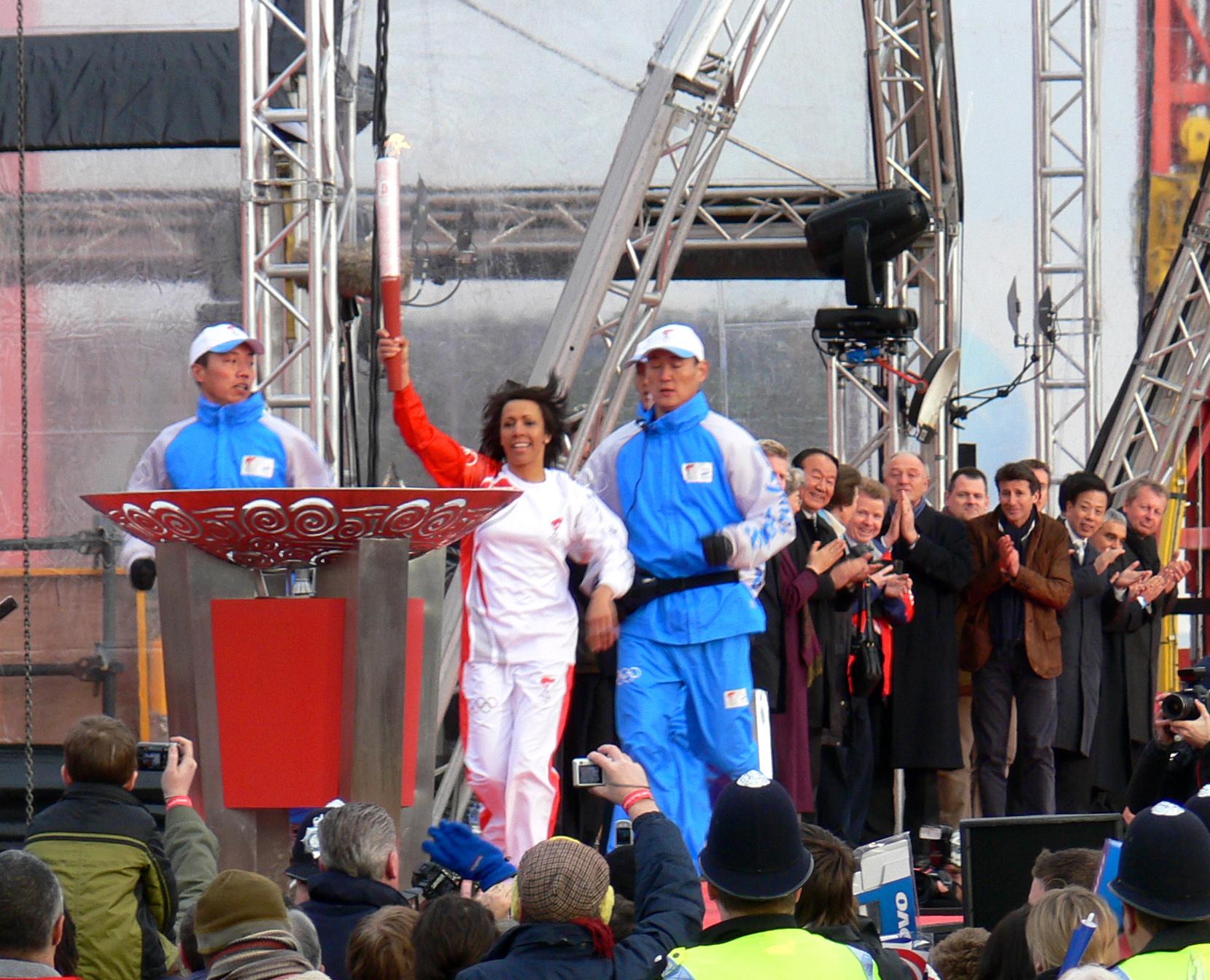
奥运火炬被传递到O2體育館

火炬傳遞吸引了来自各方面数百名抗议者。在圣火在英國伦敦市中心传递过程中，一名抗议者试图抢夺火炬，但首先被中國的保護聖火特警推開，然後被倫敦警方按倒在地上，然後被拘捕。之後，又有人試圖拿着滅火筒噴向火炬，但不成功。之後，首相戈登·布朗與下一站接棒者在唐宁街首相府迎接火炬。唐宁街黑色大铁门外面聚集了近百名示威者，抗议中華人民共和國人权状况和西藏的政策。總共35人被捕。另外，有一名中國支持者在特拉法加廣場将一名在广场喷泉台上进行宣传活动的藏独支持者赶下台去，而其他旁觀支持者在旁边鼓励。该名男子之后追打藏独支持者，而其他旁觀支持者没有关注。

### 巴黎

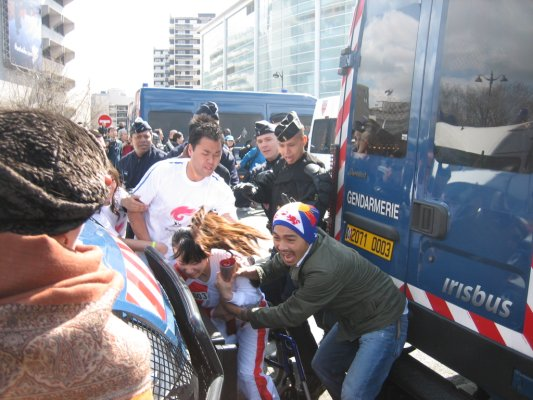
激進的西藏流亡政府支持者攻擊火炬手金晶的情形

火炬傳遞在法國首都巴黎市中心舉行。抗议和阻挠活动令主办方3次主动暂时熄灭圣火，但在提燈內的圣火火种始终沒有受影響，至少28人被捕。最後安全人員把傳遞運動提早結束，取消最後部份的傳遞並把火炬帶上巴士，直接駛到終點—鄰近法國奧委會的夏勒蒂體育場。其中在第3棒，几名激進的西藏流亡政府支持者甚至试图从一个残疾火炬手金晶手里抢夺火炬。
中國報章報道在争抢中，有三、四个人对金晶不断攻击，她不仅下巴被抓破了，肩头还有几道血印，伤残的右腿也磕出几大块伤痕。然而金晶一直紧抱火炬，并最后完成了聖火的交接。从现场照片中可以看到，法国警方就站在攻击者的身旁，但是对发生的事情视而不见，无动于衷，致金晶从轮椅上摔倒在地。
据新华社报导，根据一份会议报告和一名加拿大记者的调查，在巴黎的暴力抗议事件以及一些其他的抗议事件是由美国国务院和柏林外交政策的一个前沿组织计划并且实施的。

### 舊金山

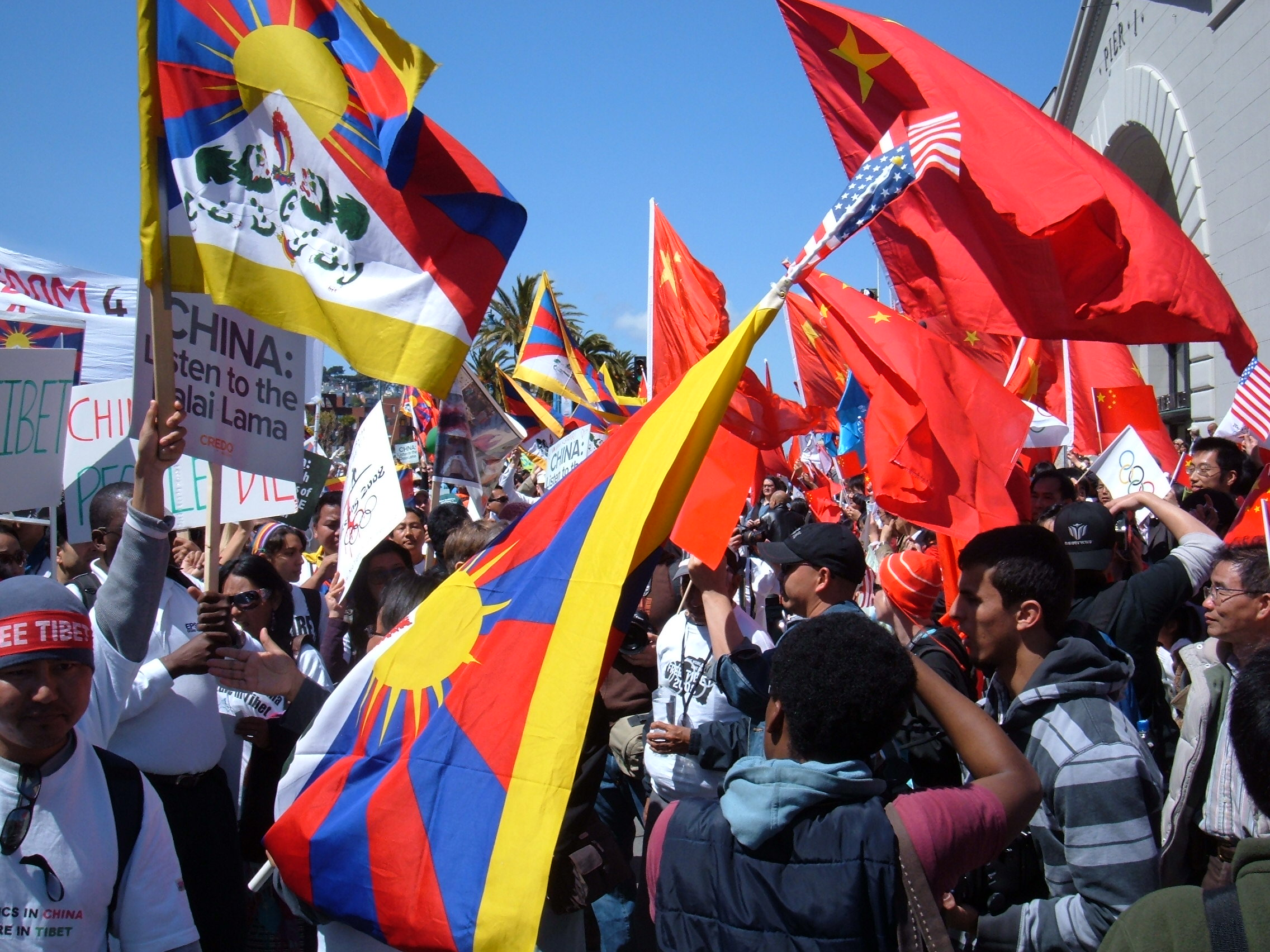
在舊金山，兩派人士對壘

舊金山擁有许多自由派人士，抗议与阻挠活动规模较大。同时，很多的旧金山华人加入了支持火炬传递的活动。一些西藏流亡政府支持者、反中華人民共和國漠視达尔富尔問題人士及法轮功人士计划在4月9日火炬到达旧金山当天举行抗议。中国已经要求缩短在旧金山的火炬传递路线。2008年4月7日，也就是火炬传递的两天前，三名抗议活动人士携带雪山狮子旗登上了金门大桥的悬索，并展示了两面旗帜，一面写着「一个世界，一个梦想，自由西藏」，另一面写着「自由西藏’08」。其中一个名叫劳瑞尔·苏瑟林的旧金山居民在接受当地电视台KPIX-CBS5现场电话采访时声称希望国际奥委会禁止中国的火炬传递进入西藏。“苏瑟林说他担心火炬在西藏境内的计划传递路线将导致更多的逮捕行动，而且中華人民共和國的官员会采取武力镇压抗议。”这三位抗议者及其五名支持者将面临非法闯入、图谋并制造公共妨害等相关指控。同时，旧金山也有一个支持中華人民共和國的华人租用飞机打出了「西藏将永远是中国的一部分」以及「中国北京加油！奥运加油！」的標語。
在4月9日火炬接力的当天，有大量因为西藏流亡政府支持者、東突、反中國支持缅甸政府、反中國漠視蘇丹達爾富爾問題、法轮功等原因而集合起来的抗议人士和更多欢迎奥运火炬、支持中国北京奥运的支持人士在旧金山市政府预先公布的路线旁边集会。有关决策部门临时将火炬传递线路移到两英里之外的一条大道，并把结束火炬接力仪式改到舊金山國際機場，避免了可能发生的冲突，但也令双方的集会人士都很失望。代表環保團體的火炬手瑪卓蘿·卡特接過聖火時拿出她先前准备的雪山獅子旗表達支持藏独，但被立刻制止。
當日CNN新聞評論員杰克·卡弗蒂在新聞評論節目《The Situation Room》的發言被部分媒體翻譯成：「我們和中國的關係大有改變，50年以來，中國都是同一批暴民和惡棍。」引起大陸和海外華人的抗議，中华人民共和国外交部發言人姜瑜在4月14日的例行記者會表示對有關言論震驚及強烈譴責，要求CNN及傑克卡佛提收回有關言論，並向全體中國人民道歉。对此，CNN于4月16日發表聲明說其評論無意傷害中國人民，卡弗蒂所称的「一群无赖和暴徒」指的是中国政府，而非中国人民。

### 布宜諾斯艾利斯

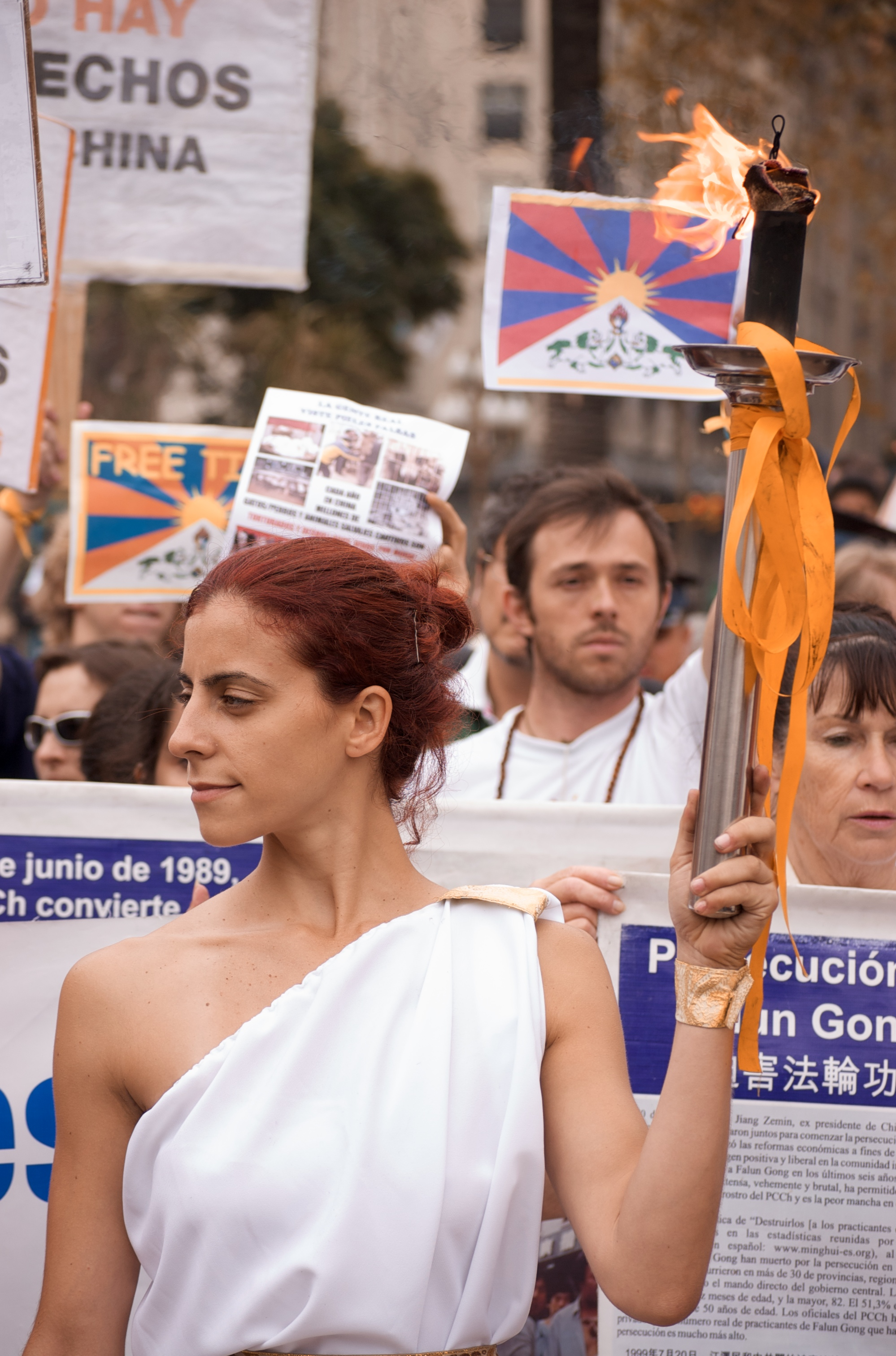
布宜諾斯艾利斯的「人權聖火傳遞」

阿根廷布宜諾斯艾利斯的抗議活動相對于前面三個城市來說規模小得多，圣火傳遞基本上暢通無阻。只是在火炬經過總統府時，有抗議者向火炬手投擲水彈，但都被護衛及時擋住了。此外，還有示威者自發組織了另一場從布宜諾斯艾利斯紀念塔到城市廣場的「人權圣火傳遞」，以表達「奧運會與中國破壞普世人權之間的矛盾」。

### 達累斯薩拉姆
2004年諾貝爾和平獎得主肯尼亚的旺加里·馬塔伊表示由于關注中國的西藏人權問題，退出此次奧運火炬傳遞接力。

### 伊斯蘭堡
奧運火炬4月16日到巴基斯坦首都伊斯蘭堡，為了避免抗議人士鬧場，巴國展開大批警力維安，傳遞路線也縮短，改到體育場內進行。

### 新德里
在奧運火炬接力開始前數小時，數千名藏人也在新德里舉辦了另一場火炬接力。示威群眾由印度聖雄甘地的陵墓出發，沿途高舉象徵自由西藏的火炬，抗議中华人民共和国鎮壓藏人。印度前國防部長費南德斯參加了火炬傳遞。
由於印度是西藏流亡人士集結之地，印度警方動員超過1萬6千名警察和特種部隊，保護火炬傳遞路線，並實施局部戒嚴與交管，但有180多名抗議示威者遭警方逮捕。整個火炬傳遞規模，縮小到只有4年前的1/10，為了避免有人來抗議，印度奧委會選擇在半夜，低調交接聖火。

### 吉隆坡
奧運火炬4月21日在馬來西亞首都吉隆坡，由優勢警力嚴密戒護下傳遞，但在火炬起跑點獨立廣場上，傳出有支持西藏流亡政府人士展示西藏流亡政府旗幟。

### 雅加達
北京奧運火炬4月22日傳遞到印度尼西亚首都雅加達，在3000名警力戒護下，整個傳遞活動侷限在一座綜合體育場內完成，80名火炬手繞著雅加達森納揚綜合體育場的彭加諾球場跑5圈。此外，約100名西藏流亡政府支持者在活動展開前3小時，手持抗議布條聚集於體育場外，結果遭警方驅離，至少有9人被強行拖走、偵訊。

### 堪培拉

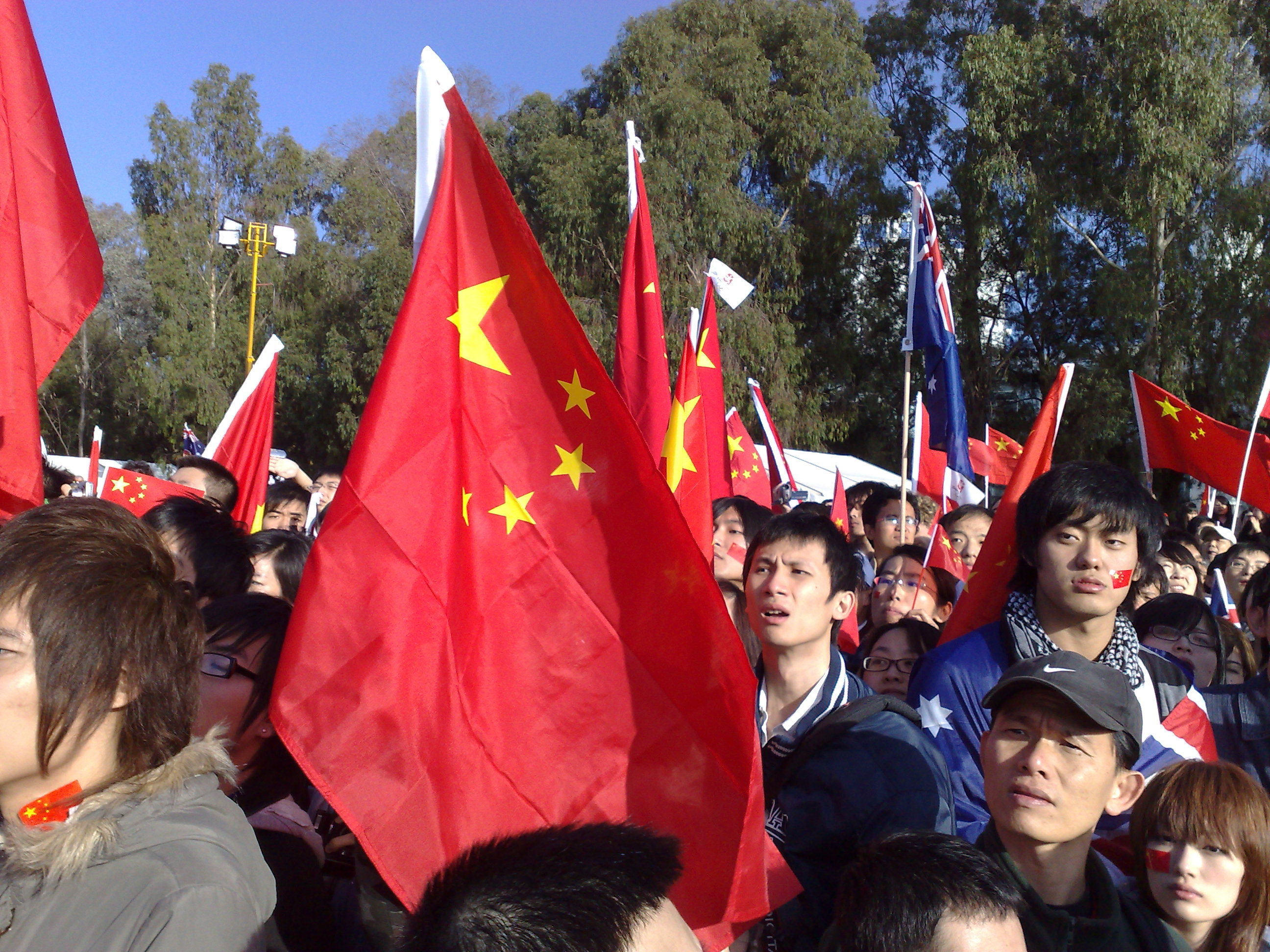
举着中华人民共和国国旗观看火炬传递的群众

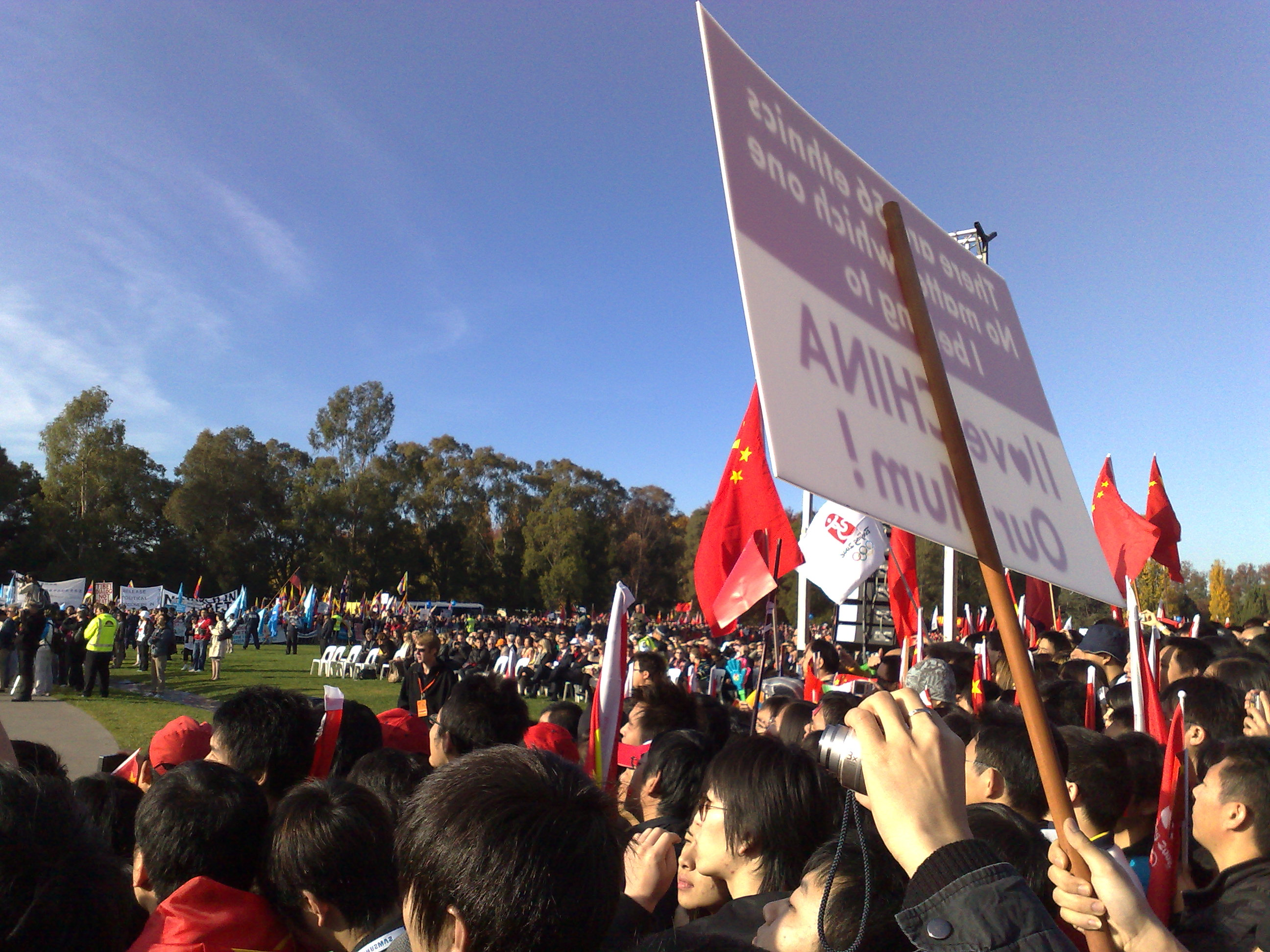
举着标语牌的华人

奧運火炬4月24日於澳大利亚首都坎培拉展開傳遞。澳大利亚各华人社区共组织了超过两万人赴堪培拉助阵。澳大利亚警方重兵部署，嚴密保護火炬，但支持西藏流亡政府的抗議者及中國支持者仍爆發衝突。在坎培拉警方強力主導下，中方火炬護衛隊多次被推擠出外圍，讓這些具官方身分的護衛隊相當尷尬。澳大利亚警方表示，總共有7人被逮捕，其中5人支持中国政府，2人支持西藏流亡政府。

### 長野
原訂為奧運火炬起跑點的日本長野市著名佛寺——善光寺，4月18日以「西藏人權問題以及相關安全考量」為由，婉拒擔任火炬起跑點。
北京奧運火炬接力傳遞，4月26日上午8點26分在長野市開跑。傳遞路程中，親中、反中陣營隔街叫囂，數度出現混亂，5人因對著聖火隊丟擲垃圾、企圖衝入妨害聖火隊伍而被捕，另有4名中國支持者受傷。

### 首爾

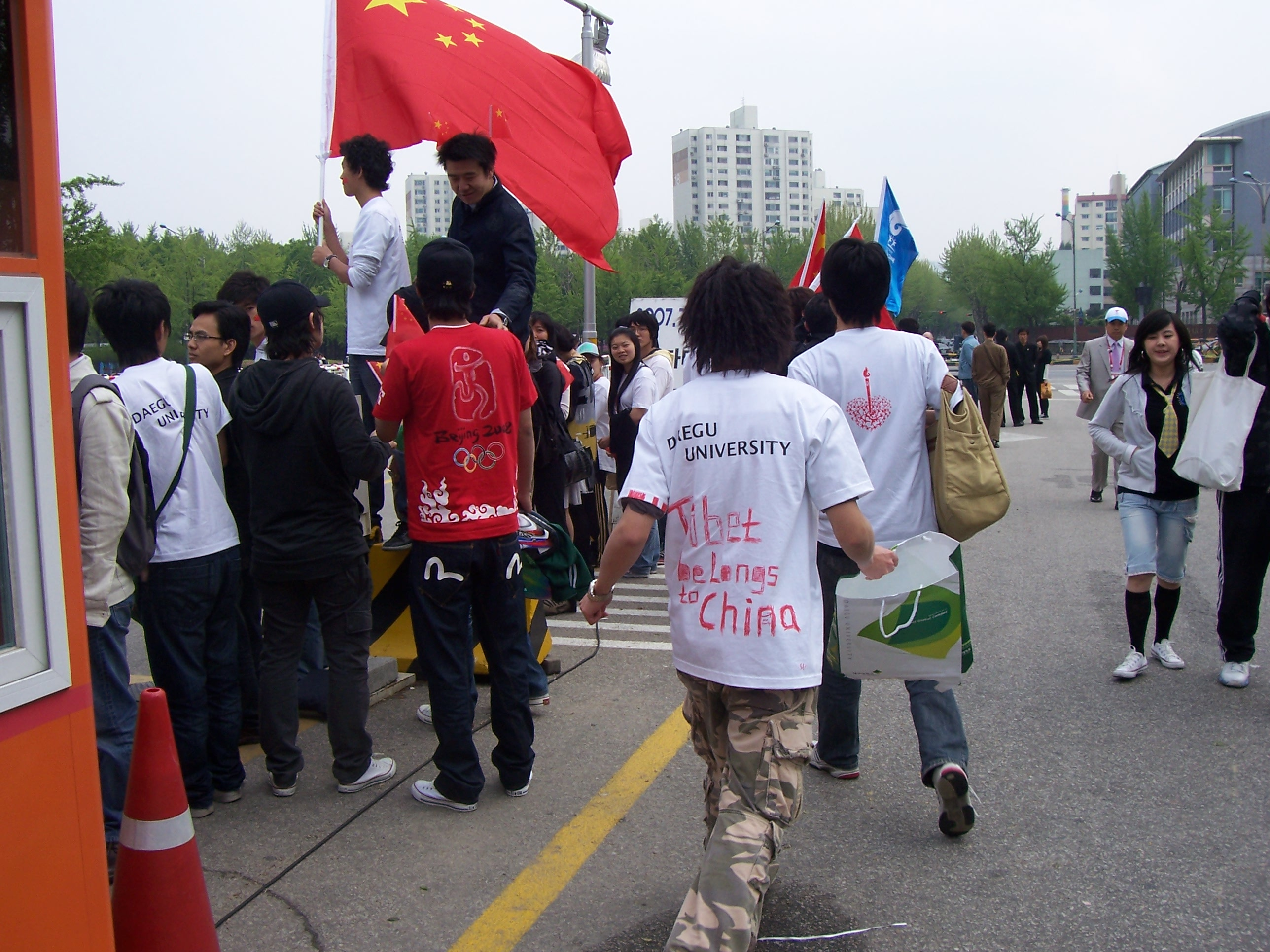
穿着写有“西藏属于中国”的衬衫的男子

奧運火炬4月27日抵達韩国首都首爾，韩国當局出動近萬名警察保護火炬。传递过程中，一名抗議群眾突破警方重重包圍，闖入傳遞者旁邊差點就熄滅聖火，也讓一旁的中華人民共和國留學生湧上前，企图毆打這名企圖熄滅聖火的抗議者。在韩国的中華人民共和國學生，穿著紅衣高舉五星旗，不斷高喊著「中國加油」的口號，與抗議中國人權的團體互相對峙爆發激烈衝突，雙方甚至互相丟擲石塊與水瓶，造成現場兩名記者受傷。一名脫北者声称他的兄弟叛逃到中国，但被中方抓获，遣回朝鲜后被朝方枪决，他企图引火自焚，以表示对中国处理朝鲜难民政策的抗议。警方最後逮捕5人，包括1名涉嫌投擲石塊的中華人民共和國學生。韩国报纸28日的社论纷纷谴责中国留学生的行为，当地网上论坛也有不少帖子，批评他们的行为不但没能传达和平信息，反而使人们对北京奥运产生反感。韩国總理韓昇洙表示將以法律與外交措施依法處理外國人集體暴力事件。韩国法务部长金庆汉表示將「严惩非法暴力示威参与者」，可能將有關中國學生驅逐出境，而韩国多個政府部門亦商討收緊向中國人或中國學生發出簽證。

### 平壤
北京奥运会火炬在朝鲜境内传递基本没有受到干扰。

### 胡志明市
至少有三人被捕，其中兩人展示了无国界记者五副手銬的圖片。

### 香港

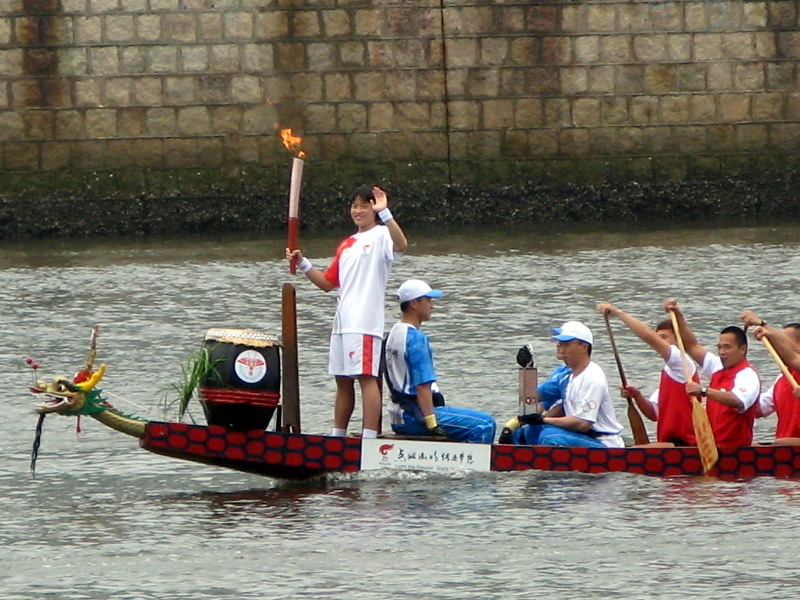
全球首位龍舟火炬手：施幸余。她也是香港區火炬接力持火炬最長時間的火炬手。

4月26日，丹麥雕塑家、國殤之柱的設計者高志活在抵達香港準備出席抗議活動時被拒入境。另一方面，支聯會發起的「人權聖火」活動被警方要求更改活動地點至尖沙咀五枝旗桿。另外民建聯社區幹事張思晉在4月29日起於網上發起「香港奧運聖火護衛團」，計劃在傳送聖火當天手持國旗和區旗，協助警方保護聖火，如果有人衝擊火炬手時會組成人鏈阻止。5月2日，香港大學哲學系女生陳巧文在九龍清真寺外展示雪山狮子旗抗議北京對西藏政策，被反對藏獨人士喝倒采。因為雙方互相推撞，警方介入，分隔兩批人，並帶走陳巧文及其朋友，返回油麻地警署。

### 澳門
澳門當局於4月26日舉行首次火炬傳遞綵排，卻未有事先向社會公佈，引起交通阻塞。有人因為在互聯網教唆搶火炬而被捕，亦有市民批評澳門站火炬手名單不能代表澳門市民，亦有過多非運動員參加。另外，立法議員區錦新在3月初因活動耗用公帑與己之監察角色有衝突而辭任火炬手，澳門奧委會未有回應。原訂舉辦五一遊行的工人民生力量決定把遊行改為支持聖火的遊行，但在遊行當日最後仍然加入了五一遊行的隊伍。
傳遞當日有25萬市民和旅客到場支持，並未有示威出現。但澳門民主發展聯合委員會於5月4日發表相關聲明，要求釋放胡佳等人，並實踐改善人權的承諾。亦有工會領袖表示被警方監視。

## 火炬在中國大陸傳遞過程

### 聖火登珠峰
5月8日，奧運火炬珠峰登山隊隊員在9時05分左右登上珠穆朗瑪峰峰頂，一名西藏登山學校的登山隊員，以特別為珠峰而設的火種燈，在9時11分將可以在缺乏氧氣及風力強勁的環境下仍然可以燃點的火炬燃點起。之後登山隊員高舉火炬，進行大約200米的傳送。9時17分，五名藏、漢兩族隊員在8844.43米處展示中國國旗、奧運五環旗和北京奧運會會旗，高呼預祝北京奧運會圓滿成功的口號。由於登山隊員在攻登峰頂時，曾看到神秘燈光，後來珠峰大本營總指揮李致新表示：「到目前為止，仍有人在干擾我們」。6月21日，曾經在珠峰傳遞的火種在拉薩布達拉宮與正在內地傳遞的聖火熔火。
此前，中国政府担心聲援西藏的人可能试图破坏火炬传递计划，而宣布将限制外国登山客攀登珠穆朗玛峰和卓奥友峰。总部设在华盛顿的国际声援西藏运动的主席约翰·阿克利（John Ackerly）批评中华人民共和国政府试图透过本次攀登宣布合法统治中国：“北京正利用应该代表着人权自由和尊严的火炬接力仪式，以加强其对西藏的领土表态。此外，尼泊尔政府在火炬传递期间，对记者实行全面的通讯禁制令，并下令士兵和警察在珠穆朗玛峰设立营地，批准他们利用武力对付反西藏示威者来“阻止任何反华活动分子”。内政部发言人Mod Raj Dotel表示，“不排除开枪的可能。”

### 汶川大地震對火炬接力的影響
2008年5月12日，四川省汶川县發生8級大地震，災情嚴重，需大量人手全力救災。因此北京奧組委決定聖火從江西境內傳遞開始，將縮減規模，並在傳遞開始前默哀一分鐘，向地震中遇難人士表示哀悼，并在沿途设立募捐箱。至於6月15日至18日在四川境內的廣安、綿陽、廣漢、樂山、自貢、宜賓、成都等七個城市的傳遞的計劃，因为四川地震災區不在奧運火炬傳遞計劃路線上，不會影響奧運火炬在四川境内的傳遞活動，此舉曾引發部分中國網民不滿與抗議，另在網上也有不少人建議暫停火炬傳遞，甚至是取消火炬傳遞。但也有很多人认为，奧運聖火傳遞不能停，辦好2008北京奧運，是中國人對世界做出的莊嚴承諾，當前的火炬傳遞可以改變形式，和抗震救災結合起來，這也是以另一種方式支持災區人民。
原定在南昌市的火炬傳遞時間縮減為半天，一些繁華路段的路線被取消，且取消火炬在滕王閣等景點的停留。為配合國務院宣佈5月19日至21日為全國哀悼日，北京奥组委决定奥运圣火境内传递活动暂停三天。5月22日奥运火炬传递活动在浙江省宁波、嘉兴继续进行，並调整各省市传递日程安排，将四川省的传递时间调整为8月3日至5日，取代天津作為圣火进入北京传递之前的最後一站。
由於曾發生汶川大地震及其他各種事故，北京奧運聖火刪減部分城市的傳遞，包括西藏山南地區、甘肅天水、遼寧遼陽、本溪、山東煙台、威海、日照、河南商丘、四川自貢、宜賓。8月4日上午完成在樂山的火炬傳遞後，下午在綿陽九州體育館和廣漢三星堆博物館展示。

### 路线及火炬手摘要
（境内第一站为5月4日三亚）

#### 2008年5月
| 省份       | 城市（区域） | 日期    | 起点                 | 终点                     | 传递路程（km，不含转场的车运） | 火炬手数量            | 首棒火炬手 | 末棒火炬手   | 其他知名火炬手                                                           | 备注／特色传递 |
| ---------- | ------------ | ------- | -------------------- | ------------------------ | ------------------------------ | --------------------- | ---------- | ------------ | ------------------------------------------------------------------------ | --- |
| 海南省     | 三亚         | 5月4日  | 凤凰岛               | 天涯海角景区             | 30.09                          | 208                   | 杨扬       | 成龙和蒲慧芳 | 張梓琳 易建联 黄晓明 章子怡                                              | 三人自行车（第86棒） |
| 海南省     | 五指山       | 5月5日  | 三月三广场           | 海南省第二中学           | 1.2                            | 6                     | 黎玉强     | 李江华       |                                                                          | 传递路线最短、火炬手最少的一站（除珠穆朗玛峰外）                                                                             |
| 海南省     | 万宁         | 5月5日  | 兴隆旅游度假区       | 石海湾旅游区             | 16.63                          | 113                   | 郑文泰     | 陈香聪       |                                                                          | |
| 海南省     | 万宁         | 5月5日  | 邮电新村             | 新二月花酒店             | 16.63                          | 113                   | 郑文泰     | 陈香聪       |                                                                          | |
| 海南省     | 琼海         | 5月5日  | 博鳌亚洲论坛永久会址 | 东方文化苑               | 13.5                           | 89                    | 林茹       | 姚义德       |                                                                          | |
| 海南省     | 琼海         | 5月5日  | 琼海市电力大厦       | 琼海欢乐广场             | 13.5                           | 89                    | 林茹       | 姚义德       |                                                                          | |
| 海南省     | 海口         | 5月6日  | 海口西海岸观海台     | 海南世纪广场             | 30.62                          | 208                   | 王丽芳     | 陆海鹰       | 陈文斌 羽泉                                                              | 分三时段进行，但路程仍然是连续的，中间分别在海南大学和琼苑宾馆进行休息。                                                     |
| 广东省     | 广州         | 5月7日  | 白云国际会议中心     | 天河体育中心             | 40.82                          | 208                   | 杨景辉     | 董兆致       | 陈坤 沈祥福 關渭貞                                                       | “登云山，入珠水” |
| 西藏自治区 | 珠穆朗玛峰   | 5月8日  | 珠穆朗玛峰顶         | 珠穆朗玛峰顶             | 0.03                           | 5                     | 吉吉       | 次仁旺姆     | 王勇峰 尼玛次仁 黄春贵                                                   | 首次在8844.43米的世界最高峰点燃和传递奥运火炬                                                                                |
| 广东省     | 深圳         | 5月8日  | 深圳市民广场         | 深圳体育中心             | 41.9                           | 208                   | 肖俊峰     | 王绮红       | 戴菲菲                                                                   | 因圣火登顶珠穆朗玛峰，深圳市传递时间和路程进行了微调                                                                         |
| 广东省     | 惠州         | 5月9日  | 惠州市民乐园         | 惠州体育馆               | 30.78                          | 208                   | 陈秀君     | 吕钦         | 劉銀清 冼傍娣 宗道輝 梁三妹 劉禹 曾啟亮 鄭希                             | “半城山色半城湖” |
| 广东省     | 汕头         | 5月10日 | 龙湖区政府广场       | 汕头人民广场             | 48                             | 208                   | 蔡炎书     | 孙淑伟       |                                                                          | 由蔡玉燕、李巧贤、林媛霞、肖燕娟、池美兰和孙淑伟六名跳水世界冠军以及陈添源、胡恩勇、余卓成三代跳水教练在10米跳台上进行传递。 |
| 福建省     | 福州         | 5月11日 | 福州五一广场         | 望龙台公园               | 28.6                           | 208                   | 郑美珠     | 石智勇       | 侯玉珠 林强                                                              | 94岁的欧椿堃成为次年长的火炬手                                                                                               |
| 福建省     | 泉州         | 5月12日 | 中国闽台缘博物馆     | 泉州海峡体育中心         | 20.35                          | 108                   | 王家声     | 吴扬帆       | 郑宝珠 龚松林 孙丽美 陈秀梅                                              | |
| 福建省     | 厦门         | 5月12日 | 厦门国际会展中心     | 厦门体育中心             | 17.4                           | 100                   | 郭跃华     | 吉新鹏       | 侯斌 翁耕强                                                              | |
| 福建省     | 龙岩         | 5月13日 | 龙岩人民广场         | 龙岩高速公路             | 30.5                           | 208                   | 张湘祥     | 陈宏         | 袁鸣                                                                     | 汶川大地震后首站火炬传递，火炬手纷纷捐款赈灾。                                                                               |
| 福建省     | 龙岩         | 5月13日 | 古田会议会址         |                          | 30.5                           | 208                   | 张湘祥     | 陈宏         | 袁鸣                                                                     | 汶川大地震后首站火炬传递，火炬手纷纷捐款赈灾。                                                                               |
| 福建省     | 龙岩         | 5月13日 | 长汀县               | 长汀县火车站             | 30.5                           | 208                   | 张湘祥     | 陈宏         | 袁鸣                                                                     | 汶川大地震后首站火炬传递，火炬手纷纷捐款赈灾。                                                                               |
| 江西省     | 瑞金         | 5月14日 | 叶坪旧址             | 中央革命根据地历史博物馆 | 15                             | 208                   | 陈晓春     | 傅春荣       |                                                                          | 95岁的刘家祁成为最年长的火炬手                                                                                               |
| 江西省     | 井冈山       | 5月15日 | 黄洋界               | 井冈山新城区市政广场     | 15                             | 208                   | 周和春     | 刘豪         | 江亦曼                                                                   | |
| 江西省     | 南昌         | 5月16日 | 南昌八一广场         | 南昌世纪广场             | 20                             | 208                   | 彭勃       | 简勤         |                                                                          | 为配合全国哀悼的氛围，圣火传递路线较计划路线进行了缩短                                                                       |
| 浙江省     | 温州         | 5月17日 | 温州奥林匹克体育中心 | 温州世纪广场             | 11.66                          | 108                   | 占旭刚     | 夏煊泽       | 诸宸 戴丽丽 陈立人                                                       | |
| 浙江省     | 绍兴         | 5月17日 | 大禹陵               | 绍兴城市广场             | 16.88                          | 100                   | 张顺芳     | 马建明       |                                                                          | |
| 浙江省     | 杭州         | 5月18日 | 浙江省人民大会堂     | 黄龙体育馆               | 15.6                           | 208                   | 李玲蔚     | 吴小旋       |                                                                          | |
| 浙江省     | 宁波         | 5月22日 | 北仑港               | 北仑港                   | 12.8                           | 118                   | 竺士杰     | 严宏军       | 史樂山                                                                   | 2008年5月19日至21日全国哀悼日后，奥运火炬传递继续进行 传递路线经由新建成的杭州湾跨海大桥跨越杭州湾，直接传递至嘉兴境内       |
| 浙江省     | 宁波         | 5月22日 | 庆安会馆             | 宁波大剧院               | 12.8                           | 118                   | 竺士杰     | 严宏军       | 史樂山                                                                   | 2008年5月19日至21日全国哀悼日后，奥运火炬传递继续进行 传递路线经由新建成的杭州湾跨海大桥跨越杭州湾，直接传递至嘉兴境内       |
| 浙江省     | 宁波         | 5月22日 | 杭州湾跨海大桥       |                          | 12.8                           | 118                   | 竺士杰     | 严宏军       | 史樂山                                                                   | 2008年5月19日至21日全国哀悼日后，奥运火炬传递继续进行 传递路线经由新建成的杭州湾跨海大桥跨越杭州湾，直接传递至嘉兴境内       |
| 浙江省     | 嘉兴         | 5月22日 | 嘉兴南湖七一广场     | 家兴体育场               | 8.2                            | 90                    | 施美莲     | 吕林         |                                                                          | 8名火炬手在水上传递 |
| 上海市     | 市区         | 5月23日 | 上海博物馆           | 人民大道黄陂南路口       | 13.12                          | 208（另有50名护跑手） | 庄泳       | 秦文波       | 蒲巴甲 施樂生 周迅 廖昌永 曹燕華 羅康瑞 包起帆 劉學根 陏新梅 姚振緒 陳露 | |
| 上海市     | 市区         | 5月23日 | 中共一大会址         | 黄陂南路自忠路口         | 13.12                          | 208（另有50名护跑手） | 庄泳       | 秦文波       | 蒲巴甲 施樂生 周迅 廖昌永 曹燕華 羅康瑞 包起帆 劉學根 陏新梅 姚振緒 陳露 | |
| 上海市     | 市区         | 5月23日 | 福州路外滩           | 南京路世纪广场           | 13.12                          | 208（另有50名护跑手） | 庄泳       | 秦文波       | 蒲巴甲 施樂生 周迅 廖昌永 曹燕華 羅康瑞 包起帆 劉學根 陏新梅 姚振緒 陳露 | |
| 上海市     | 市区         | 5月23日 | 新江湾城             | 复旦大学江湾校区         | 13.12                          | 208（另有50名护跑手） | 庄泳       | 秦文波       | 蒲巴甲 施樂生 周迅 廖昌永 曹燕華 羅康瑞 包起帆 劉學根 陏新梅 姚振緒 陳露 | |
| 上海市     | 市区         | 5月23日 | 世纪公园             | 世纪公园                 | 13.12                          | 208（另有50名护跑手） | 庄泳       | 秦文波       | 蒲巴甲 施樂生 周迅 廖昌永 曹燕華 羅康瑞 包起帆 劉學根 陏新梅 姚振緒 陳露 | |
| 上海市     | 市区         | 5月23日 | 东园路陆家嘴环路     | 滨江公园                 | 13.12                          | 208（另有50名护跑手） | 庄泳       | 秦文波       | 蒲巴甲 施樂生 周迅 廖昌永 曹燕華 羅康瑞 包起帆 劉學根 陏新梅 姚振緒 陳露 | |
| 上海市     | 郊区         | 5月24日 | 上海体育场           | 上海体育馆               | 17.15                          | 208（另有51名护跑手） | 孙雯       | 朱建华       | 李冰冰 吉粉花 梁家輝                                                     | |
| 上海市     | 郊区         | 5月24日 | 莲花南路剑川路路口   | 上海交通大学闵行校区南门 | 17.15                          | 208（另有51名护跑手） | 孙雯       | 朱建华       | 李冰冰 吉粉花 梁家輝                                                     | |
| 上海市     | 郊区         | 5月24日 | 东方绿舟             | 东方绿舟                 | 17.15                          | 208（另有51名护跑手） | 孙雯       | 朱建华       | 李冰冰 吉粉花 梁家輝                                                     | |
| 上海市     | 郊区         | 5月24日 | 墨玉路安驰路路口     | 安亭汽车博览公园         | 17.15                          | 208（另有51名护跑手） | 孙雯       | 朱建华       | 李冰冰 吉粉花 梁家輝                                                     | |
| 江苏省     | 苏州         | 5月25日 | 苏州乐园             | 苏州工业园区             | 8.2                            | 104                   | 孙志安     | 唐卫芳       | 撒贝宁 郭丹 胡雪峰                                                       | 轮滑传递（郭丹） |
| 江苏省     | 南通         | 5月25日 | 苏通大桥             | 苏通大桥                 | 8.2                            | 104                   | 李菊       | 葛菲         |                                                                          | |
| 江苏省     | 南通         | 5月25日 | 南通体育文化广场     | 南通体育馆               | 8.2                            | 104                   | 李菊       | 葛菲         |                                                                          | |
| 江苏省     | 泰州         | 5月26日 | 泰州中学             | 泰州人民广场             | 12.8                           | 104                   | 张云泉     | 周培顺       |                                                                          | |
| 江苏省     | 扬州         | 5月26日 | 邗沟遗址（大王庙）   | 扬州体育公园             | 11                             | 104                   | 肖爱华     | 王修文       | 高红                                                                     | |
| 江苏省     | 南京         | 5月27日 | 南京奥体中心         | 鼓楼公园                 | 12.9                           | 208                   | 杨阳       | 孙玥         | 张洁云 卢卫中 胡卫东                                                     | |
| 安徽省     | 合肥         | 5月28日 | 安徽国际会展中心     | 合肥体育场               | 10.8                           | 222                   | 李娜       | 范雪平       |                                                                          | |
| 安徽省     | 淮南         | 5月29日 | 淮南体育文化广场     | 淮南体育场               | 10                             | 100                   | 周涛       | 陈珍         |                                                                          | |
| 安徽省     | 芜湖         | 5月29日 | 欢乐大道             | 芜湖奥体中心             | 7.5                            | 100                   | 赵薇       | 尹同耀       |                                                                          | |
| 安徽省     | 绩溪         | 5月30日 | 绩溪祥云广场         | 绩溪县临溪镇孔灵村       | 4.49                           | 80                    | 丁俊晖     | 赵敏生       |                                                                          | |
| 安徽省     | 黄山         | 5月30日 | 屯光大道环岛         | 黄山体育馆               | 9.5                            | 120                   | 徐东明     | 吴静         |                                                                          | |
| 湖北省     | 武汉         | 5月31日 | 黄鹤楼公园           | 汉口江滩                 | 20.7                           | 208                   | 杨威       | 李小双       | 胡佳 乔红 陈静 肖海亮 冯梦雅                                             | |

#### 2008年6月
| 省份             | 城市（区域） | 日期    | 起点                 | 终点                 | 传递路程（km，不含转场的车运） | 火炬手数量 | 首棒火炬手        | 末棒火炬手    | 其他知名火炬手                     | 备注／特色传递                                               |
| ---------------- | ------------ | ------- | -------------------- | -------------------- | ------------------------------ | ---------- | ----------------- | ------------- | ---------------------------------- | ------------------------------------------------------------ |
| 湖北省           | 宜昌         | 6月1日  | 宜昌世界和平公园     | 三峡大坝             | 19                             | 208        | 李婷              | 曹广晶        | 莫文蔚                             |                                                              |
| 湖北省           | 荆州         | 6月2日  | 金凤广场             | 沙隆达广场           | 18.6                           | 208        | 郑李辉            | 黄建宏        |                                    |                                                              |
| 湖南省           | 岳阳         | 6月3日  | 岳阳楼               | 汨罗国际龙舟竞渡中心 | 16.9                           | 208        | 袁隆平            | 甘霖          | 龚智超 李宇春                      |                                                              |
| 湖南省           | 长沙         | 6月4日  | 爱晚亭               | 贺龙体育场           | 20.8                           | 208        | 熊倪              | 钟志华        | 尹卫平 唐九红                      |                                                              |
| 湖南省           | 湘潭、韶山   | 6月5日  | 湘潭东方红广场       | 湘潭大学体育馆       | 18.8                           | 208        | 杨霞              | 蒋爱兵        | 毛岸平                             |                                                              |
| 湖南省           | 湘潭、韶山   | 6月5日  | 韶山红太阳广场       | 韶山毛主席铜像广场   | 18.8                           | 208        | 杨霞              | 蒋爱兵        | 毛岸平                             |                                                              |
| 广西壮族自治区   | 桂林         | 6月6日  | 桂林国际会展中心     | 桂林体育中心         | 15                             | 208        | 唐灵生            | 肖建刚        | 求伯君 唐更生 赵普                 |                                                              |
| 广西壮族自治区   | 南宁         | 6月7日  | 南宁民族广场         | 南宁国际会展中心     | 15                             | 208        | 吴数德            | 陈文忠        | 王涛 莫慧兰                        | 高考第一天，传递路线和时间进行了相应调整。                   |
| 广西壮族自治区   | 百色         | 6月8日  | 平果文化公园         | 平果铝厂             | 23                             | 208        | 周标亮            | 王军          |                                    | 高考第二天，传递路线和时间进行了相应调整。                   |
| 广西壮族自治区   | 百色         | 6月8日  | 百色火车站           | 百色起义纪念碑广场   | 23                             | 208        | 周标亮            | 王军          |                                    | 高考第二天，传递路线和时间进行了相应调整。                   |
| 云南省           | 昆明         | 6月9日  | 昆明世博园世纪广场   | 昆明民族村滇池大舞台 | 8.3                            | 208        | 钟焕娣            | 蒋绍敏        | 張韶涵 和志剛 方紅霄 何琦 宗庸卓瑪 | 在云南民族村内跨过佤族火盆                                   |
| 云南省           | 丽江         | 6月10日 | 丽江人民广场         | 玉龙雪山停车场       | 10.1                           | 208        | 和震生 和张紫兰   | 杨一奔        |                                    |                                                              |
| 云南省           | 香格里拉     | 6月11日 | 香格里拉体育中心     | 普达措国家公园       | 6.46                           | 208        | 马八金            | 张国伟        | 钟南山 尼玛拉木                    |                                                              |
| 贵州省           | 贵阳         | 6月12日 | 贵阳人民广场         | 金阳市政中心市民广场 | 16.9                           | 208        | 欧阳自远          | 袁周          | 何洁                               |                                                              |
| 贵州省           | 凯里         | 6月13日 | 朗德上寨铜鼓坪       | 凯里民族体育场       | 19.3                           | 208        | 林丽              | 廖少华        |                                    |                                                              |
| 贵州省           | 遵义         | 6月14日 | 遵义会议会址         | 汇川体育场           | 6.3                            | 208        | 王道金            | 袁仁国        |                                    |                                                              |
| 重庆市           | 万州         | 6月15日 | 万州中学             | 万州区政府           | 7.5                            | 206        | 孔令辉            | 王林刚        |                                    |                                                              |
| 重庆市           | 主城区       | 6月16日 | 重庆金山广场         | 重庆人民大礼堂       | 11                             | 208        | 古力              | 李斌          | 叶钊颖                             |                                                              |
| 新疆维吾尔自治区 | 乌鲁木齐     | 6月17日 | 乌鲁木齐人民广场     | 新疆体育中心         | 12.5                           | 208        | 阿不都西库·米吉提 | 王燕红        |                                    |                                                              |
| 新疆维吾尔自治区 | 喀什         | 6月18日 | 艾提尕尔广场         | 喀什人民广场         | 7.43                           | 208        | 阿迪力·吾休爾     | 达吾提·阿西木 |                                    |                                                              |
| 新疆维吾尔自治区 | 石河子       | 6月19日 | 石河子世纪公园广场   | 石河子游憩广场       | 8                              | 104        | 韩新平            | 高玲玲        |                                    |                                                              |
| 新疆维吾尔自治区 | 昌吉         | 6月19日 | 昌吉市政务中心       | 亚洲中心广场         | 4.4                            | 104        | 李文杰            | 马柯湘        |                                    |                                                              |
| 西藏自治区       | 拉萨         | 6月21日 | 罗布林卡             | 布达拉宫             | 9.3                            | 156        | 贡布              | 才旦卓玛      | 達娃央宗                           | 收火时，传递的火种和5月8日登顶并保存在珠穆朗玛峰的火种汇合。 |
| 青海省           | 格尔木       | 6月22日 | 盐湖广场             | 格尔木中心广场       | 7.5                            | 171        | 才噶              | 李小松        |                                    |                                                              |
| 青海省           | 青海湖       | 6月23日 | 109国道2103．8公里处 | 青海湖151景区        | 6                              | 162        | 达嘎              | 才秀加        |                                    |                                                              |
| 青海省           | 西宁         | 6月24日 | 西宁市中心广场       | 西宁市新宁广场       | 8.8                            | 291        | 吴天一            | 李春秀        |                                    |                                                              |
| 山西省           | 运城         | 6月25日 | 运城南风广场         | 运城车检中心         | 9.8                            | 104        | 张卫红            | 张应斌        |                                    |                                                              |
| 山西省           | 平遥         | 6月25日 | 平遥县行政审批大楼   | 平遥古城迎薰门       | 5.5                            | 104        | 王朝丽            | 王建忠        |                                    |                                                              |
| 山西省           | 太原         | 6月26日 | 晋祠公园             | 太原钢铁集团厂区     | 11.2                           | 208        | 谭晶              | 郭凤莲        | 申紀蘭 閻維文 王立新 (火車傳遞)    | 第193棒使用火车传递                                          |
| 山西省           | 大同         | 6月27日 | 晋华宫煤矿           | 云冈石窟             | 4                              | 200        | 田利军            | 穆勇峰        |                                    |                                                              |
| 东风航天城       | 东风航天城   | 6月28日 | 飞船发射塔架         | 东风广场             | 8                              | 20         | 费俊龙            | 刘克仁        | 聂海胜                             |                                                              |
| 宁夏回族自治区   | 中卫         | 6月29日 | 沙坡头景区           | 中卫文化广场         | 3.66                           | 205        | 张贤亮            | 刘崇喜        |                                    |                                                              |
| 宁夏回族自治区   | 吴忠         | 6月30日 | 吴忠中学             | 盛元广场             | 5.6                            | 193        | 霍庆华            | 黄河          |                                    |                                                              |

#### 2008年7月
| 省份           | 城市（区域） | 日期    | 起点                           | 终点                      | 传递路程（km，不含转场的车运） | 火炬手数量 | 首棒火炬手  | 末棒火炬手                   | 其他知名火炬手                                 | 备注／特色传递     |
| -------------- | ------------ | ------- | ------------------------------ | ------------------------- | ------------------------------ | ---------- | ----------- | ---------------------------- | ---------------------------------------------- | ------------------ |
| 宁夏回族自治区 | 银川         | 7月1日  | 新月广场                       | 银川人民广场              | 13                             | 226        | 祁春霞      | 王有德                       |                                                |                    |
| 陕西省         | 延安         | 7月2日  | 枣园革命旧址                   | 黄帝陵祭祀大殿            | 6.3                            | 208        | 刘天佑      | 王西林                       |                                                |                    |
| 陕西省         | 杨凌         | 7月3日  | 后稷教稼园                     | 杨凌国际会展中心          | 6.53                           | 95         | 山仑        | 燕君芳                       |                                                |                    |
| 陕西省         | 咸阳         | 7月3日  | 咸阳统一广场                   | 陕西中医学院新校区体育场  | 6.9                            | 113        | 张波 张敏   | 史红艳                       |                                                |                    |
| 陕西省         | 西安         | 7月4日  | 小雁塔                         | 大唐芙蓉园                | 9.2                            | 208        | 田亮        | 王立彬                       |                                                |                    |
| 甘肃省         | 敦煌         | 7月5日  | 莫高窟九层楼前广场             | 月影广场                  | 7.6                            | 120        | 樊锦诗      | 塞力克                       | 张丰毅 石生泰 (駱駝傳遞)                       |                    |
| 甘肃省         | 嘉峪关       | 7月6日  | 东湖生态旅游区铁人三项赛纪念碑 | 嘉峪关城楼                | 6.94                           | 208        | 虞海燕      | 马光明                       |                                                |                    |
| 甘肃省         | 兰州         | 7月7日  | 兰州中山桥桥南广场             | 兰州水车博览园            | 15.6                           | 296        | 田宇        | 朱军                         |                                                |                    |
| 内蒙古自治区   | 呼和浩特     | 7月8日  | 内蒙古博物院民族团结宝鼎广场   | 如意开发区广场            | 6.2                            | 208        | 巴特尔      | 潘刚                         |                                                |                    |
| 内蒙古自治区   | 鄂尔多斯     | 7月9日  | 成吉思汗陵宫                   | 鄂尔多斯成吉思汗广场      | 7.2                            | 104        | 哈斯劳      | 杨红岩                       |                                                |                    |
| 内蒙古自治区   | 包头         | 7月9日  | 包头第一工人文化宫             | 阿尔丁广场                | 4.2                            | 104        | 胡刚军      | 龙梅、 玉荣 (草原英雄小姐妹) |                                                |                    |
| 内蒙古自治区   | 赤峰         | 7月10日 | 车伯尔民俗园                   | 赤峰玉龙广场              | 6.3                            | 208        | 娜日苏      | 斯琴高娃                     |                                                |                    |
| 黑龙江省       | 哈尔滨       | 7月11日 | 哈尔滨市防洪纪念塔广场         | 太阳石广场                | 14.86                          | 208        | 张丹 和张昊 | 申雪和 赵宏博                | 孙悦 敬一丹 黄玉斌 姚濱 王曼麗                 | 张丹和张昊托举传递 |
| 黑龙江省       | 大庆         | 7月12日 | 大庆油田历史陈列馆             | 大庆时代广场              | 7.6                            | 208        | 胡志强      | 顾双彦                       |                                                |                    |
| 黑龙江省       | 齐齐哈尔     | 7月13日 | 齐齐哈尔党政办公中心广场       | 劳动湖音乐广场            | 7.5                            | 208        | 刘艳        | 付天余                       |                                                |                    |
| 吉林省         | 长春         | 7月14日 | 长春体育中心                   | 长春世界雕塑公园          | 9                              | 218        | 王家骐      | 王春露                       |                                                |                    |
| 吉林省         | 松原         | 7月15日 | 松原奥林匹克文化公园           | 松原东镇广场              | 8.25                           | 110        | 李述        | 柏青                         |                                                |                    |
| 吉林省         | 吉林         | 7月15日 | 吉林市政府广场                 | 吉林风帆广场              | 7.7                            | 108        | 王春丽      | 王进军                       |                                                | “白山松水飘祥云”   |
| 吉林省         | 延吉         | 7月16日 | 延边大学体育场                 | 金达莱广场                | 7.8                            | 188        | 金光镇      | 谢军                         |                                                |                    |
| 辽宁省         | 沈阳         | 7月17日 | 沈阳世博园                     | 棋盘山冰雪广场            | 10.8                           | 241        | 刘鸿图      | 苏宏章                       | 张晓岩 韩晓鹏 赵本山                           |                    |
| 辽宁省         | 鞍山         | 7月18日 | 鞍山玉佛苑广场                 | 鞍山第一中学              | 7.3                            | 175        | 王义夫      | 闻宝满                       | 孙福明 袁華                                    |                    |
| 辽宁省         | 大连         | 7月19日 | 金石滩发现王国主题公园         | 大连中华武馆              | 9.4                            | 208        | 王军霞      | 夏德仁                       | 丁美媛 孫楠 遲尚斌 李明 王麗萍 鄒振先          |                    |
| 山东省         | 青岛         | 7月21日 | 青岛奥林匹克帆船中心           | 青岛第一海水浴场          | 14.5                           | 259        | 张晓冬      | 夏耕                         | 江和平 許振超 臧爱民 戚發韌 唐功紅 呂思清 夏雨 | 第4-7棒为海上传递  |
| 山东省         | 临沂         | 7月21日 | 临沂滨河广场                   | 临沂凤凰广场              | 5.6                            | 109        | 张霞        | 赵志全                       |                                                |                    |
| 山东省         | 曲阜         | 7月22日 | 孔庙大成殿                     | 孔子列国行塑像            | 5.2                            | 100        | 孔鹏        | 宫治华                       |                                                |                    |
| 山东省         | 泰安         | 7月22日 | 泰安体育中心                   | 泰安天地广场 （泰山脚下） | 6                              | 120        | 邢傲伟      | 毕文静                       |                                                |                    |
| 山东省         | 济南         | 7月23日 | 山东省体育中心广场             | 齐鲁软件园                | 13.5                           | 243        | 巩晓彬      | 郭晶晶 和王峰                | 邢慧娜 林伟宁 吴敏霞 乔云萍 高建敏             |                    |
| 河南省         | 郑州         | 7月25日 | 河南省艺术中心广场             | 郑州国际会展中心          | 7.6                            | 208        | 张蓉芳      | 邬江兴                       | 海霞 李文静                                    |                    |
| 河南省         | 开封         | 7月26日 | 河南大学新校区图书馆           | 东京艺术中心              | 6.6                            | 208        | 王立群      | 张武                         | 郑海霞 大山                                    |                    |
| 河南省         | 洛阳         | 7月27日 | 隋唐城遗址西门广场             | 洛阳体育中心              | 6.9                            | 208        | 张海        | 乔文娟                       |                                                |                    |
| 河南省         | 安阳         | 7月28日 | 安阳文化广场                   | 安阳外国语中学            | 5.91                           | 208        | 李瑞英      | 李官奇                       | 任羊成                                         |                    |
| 河北省         | 石家庄       | 7月29日 | 西柏坡纪念馆                   | 河北省体育中心            | 10.8                           | 208        | 李梅素      | 蔡亚林                       |                                                |                    |
| 河北省         | 秦皇岛       | 7月30日 | 山海关老龙头                   | 秦皇岛奥林匹克大道公园    | 7                              | 208        | 郗恩庭      | 王三堂                       |                                                |                    |
| 河北省         | 唐山         | 7月31日 | 唐山体育中心                   | 曹妃甸圣岛酒店            | 10.1                           | 208        | 钱红        | 陈国鹰                       | 牛剑锋 云艳红 王克楠 张胜阁 王浩               |                    |

#### 2008年8月
| 省份   | 城市（区域）     | 日期   | 起点                 | 终点               | 传递路程（km，不含转场的车运） | 火炬手数量 | 首棒火炬手 | 末棒火炬手 | 其他知名火炬手 | 备注／特色传递 |
| ------ | ---------------- | ------ | -------------------- | ------------------ | ------------------------------ | ---------- | ---------- | ---------- | --- | --- |
| 天津市 | 滨海新区         | 8月1日 | 天津港码头           | 滨海国际会展中心   | 10                             | 191        | 孔祥瑞     | 黄其兴     | 李珊 李云迪 刘欢 高秀敏 冯骥才 葛优 | |
| 天津市 | 市区             | 8月2日 | 天津奥体中心体育馆   | 天津礼堂广场       | 12                             | 225        | 范玉恕     | 王宝泉     | 龚培山 董震 朱庆元 | |
| 四川省 | 广安             | 8月3日 | 邓小平故居           | 广安会展中心       | 7.3                            | 189        | 蒋敏       | 王建军     | 李民 唐琳 | |
| 四川省 | 乐山             | 8月4日 | 名山亭广场           | 峨眉山迎宾广场     | 8.2                            | 185        | 高敏       | 谭国强     | | |
| 四川省 | 绵阳             | 8月4日 | 九州体育馆           | 九州体育馆         | ——                             | 88         | 勾云章     | 刘体彬     | | 在体育馆内进行的小型传递活动，官方没有列入传递站点，称之为“展示” |
| 四川省 | 广汉             | 8月4日 | 三星堆博物馆         | 三星堆博物馆       | ——                             | 85         | 江建军     | 李雪梅     | | 在广场范围内进行的小型传递活动，官方没有列入传递站点，称之为“展示” |
| 四川省 | 成都             | 8月5日 | 成都出口加工区       | 成都世纪城会展中心 | 13.2                           | 315        | 张山       | 余志荣     | 陳龍燦 张靓颖 濮存昕 沈冰 陈鲁豫 駱家輝 張泉靈 陶虹 | |
| 北京市 | 主要为市区       | 8月6日 | 故宫午门广场         | 天坛祈年殿         | 16.4                           | 433        | 杨利伟     | 李富荣     | 韓美林 林清發 常昊 姚明 张艺谋 维尔布鲁根 羅京 宋丹丹 白岩松 腾格尔 于丹 吴敬琏 平亚丽 郎朗 林俊傑 宋春山 孙正平 王治郅 張百發 伍紹祖 王濛 鄭鳳榮 葉江川 周繼紅 鄧若曾 戴玉強 | 途径西城区、东城区、朝阳区、石景山区、丰台区、崇文区 |
| 北京市 | 主要为郊区       | 8月7日 | 八达岭长城           | 地坛拜台           | 14.6                           | 268        | 李中华     | 宋祖英     | 穆祥雄 胡凯 韩庚 桑兰 刘璇 潘晓婷 哈雅公主 韓三平 | 途径延庆县、昌平区、怀柔区、密云县、平谷区、顺义区、通州区、东城区 |
| 北京市 | 主要为郊区       | 8月8日 | 周口店猿人遗址博物馆 | 北京市101中学      | 7.9                            | 140        | 冯巩       | 许智宏     | 田雄 任麗萍 豬谷千春 于再清 黃思綿 李敏寬 姜翠華 | 途径房山区、门头沟区、大兴区、亦庄经济技术开发区、海淀区 首次在奥林匹克青年营传递 由于是最后一天，因此没有点燃圣火盆的结束仪式，火炬在点燃火种灯之后直接前往国家体育场 |
| 北京市 | 主体育场最终传递 | 8月8日 | 国家体育场           | 国家体育场         | ——                             | 8          | 许海峰     | 李宁       | 高敏 李小双 占旭刚 张军 陈中 孙晋芳 | 由于是最终传递，因此没有起跑仪式 李宁点燃圣火 |

本节参考资料：

## 聖火燃點
2008年8月8日晚上約11時50分，中國著名射擊運動員許海峰手持祥雲火炬進入奧運主場館國家體育場，隨後分別交棒給高敏、李小雙、占旭剛、張軍、陳中、孫晉芳。9日零時，火炬在環繞體育場傳遞一周後由紀漸漸接近孫晉芳交給最後一名火炬手：前中國體操運動員李寧。李寧被吊到半空，以近似跑步的姿勢環繞體育場半空一周，過程中體育場投射著本屆奧運火炬接力活動的多個片段，然後燃點架在體育場頂部的聖火。

## 奧運聖火護衛隊

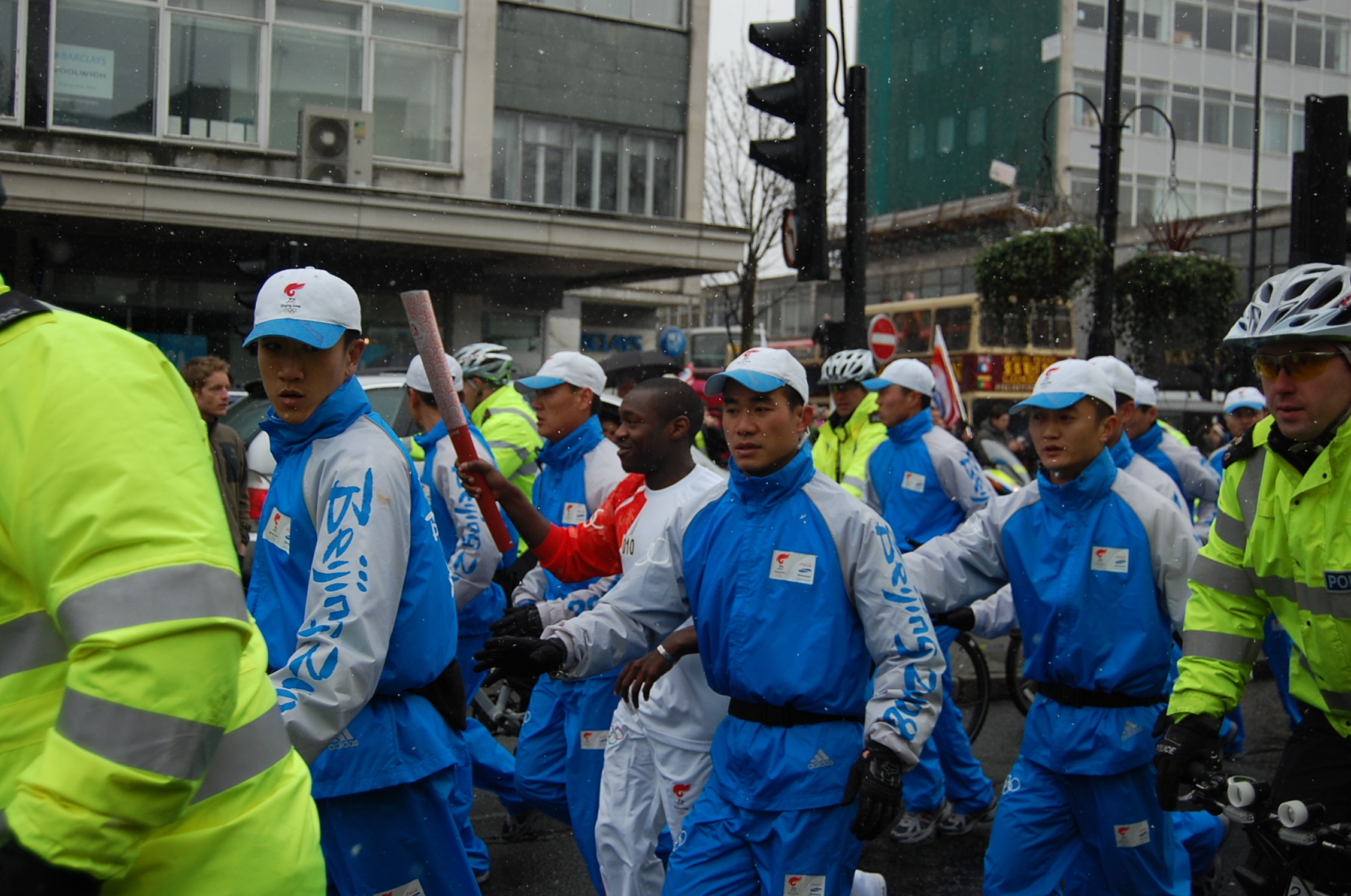
身穿藍色衣服的「奧運聖火護衛隊」

同雅典奥组委一样，北京奧組委也也成立了圣火护卫队。 在2007年8月北京奥组委成立聖火護衛隊，中國政府稱成員均來自警察 學院學員中挑選的志願者，分境外（一組30人）和境內（一組40多人），負責是屆奧運火炬傳遞的看護火種燈和護跑任務。聖火護衛隊員每天分班二十四小時值守，並全程跟隨火炬手護跑。
根據國際奧委會要求，火炬接力期間聖火要持續燃燒，一旦熄滅，必須用聖火火種重新引燃，若火種燈裏面的火種也熄滅了，必須重新採集火種。因此，聖火護衛隊須確保火種燈不會因為特殊情況而突然熄滅。護衛隊隊員均接受全面的培訓，包括技術培訓、體能培訓、禮儀和語言培訓，並具備駕駛汽車和摩托車的技能。
據《泰晤士报》報道，他們全是由中國武警部隊挑選的精英，被外國傳媒稱為「藍衣人」（Men in Blue）。

### 爭議
2008年4月6日在英國倫敦舉行的火炬傳遞遇到大型的抗議示威，聖火護衛隊開始受到傳媒的關注。雖然聖火護衛隊僅是保護聖火燈及護跑，但部分西方傳媒、政界人士及火炬手表示對護衛隊反感和表達了批評，但事实上，在4年前的雅典奥运圣火的希腊境外传递中，已经出现了身着蓝色衣服的由奥运主办国派出的非传递活动举办地所在国的圣火护卫力量的身影，2004年雅典奥运圣火经过的城市包括悉尼、墨尔本、伦敦和巴黎。
英國火炬手康妮·胡克表示：「他們不斷地向我下命令，例如『跑！停！』，我在想，天啊，他們究竟是什么人。」 她還表示看見護衛隊和示威者以及倫敦警方發生了一些衝突。而2012年夏季奥林匹克运动会籌委會主席塞巴斯蒂安·柯伊勳爵（保守黨）則表示：「他们三次把我挤到一边，他們好可怕，不是說英語的……这帮人像是暴徒。」
不過，護衛隊成員在出發之前都經過五種外語（英語、法語、德語、西班牙語、日語）及多國基本禮儀的訓練，而且熟悉「快」、「跑」、「停」等有助於執行護送任務的指令。
英國保守黨影子內閣內政大臣戴维斯于4月8日给内政大臣傑基·史密斯写信，要求查清這些護衛隊成員的身份，以及“英國政府中是誰授權這些人參加火炬傳遞，對他們的背景進行過哪些檢查？” 落选伦敦市长選舉的政客戴米恩·霍克尼說「像這樣的人沒理由允許出現在我們的街道上」。對此，西方多家媒體認為聖火護衛隊乃是中國特警，與敵國特工、秘密警察混為一談。伦敦市长利文斯通4月15日在参加BBC伦敦地区电台节目时表示，允许中国火炬护卫在伦敦保护火炬是错误的决定，並稱若事先知道他們是「中國軍隊秘密警察」成員，便不讓他們參與倫敦接力。
在巴黎傳遞中的事件，巴黎市長贝特朗·德拉诺埃指責护卫队妨礙了火炬传递。澳洲及日本政府亦隨之公開表示日後的聖火傳遞，僅由該國的警方提供。澳大利亚总检察长麦克莱兰更加表示，如果火炬护卫推挡抗议人士，他们可能会被澳大利亚警方逮捕。
國際奧委會发言人對此表示，按照惯例，聖火護衛隊都是由主办委员会派出的，这是「100%正常的」。

## 参阅
- 2008年夏季奥林匹克运动会
- 2008年夏季傷殘奧林匹克運動會火炬接力
- 2008年夏季奧林匹克運動會開幕式
- 2008年夏季残奥会火炬接力
- 2022年冬季奧林匹克運動會火炬傳遞

### 官方網页
- 2008奥运会火炬接力官方網页
- 2008奥运会火炬香港區接力官方網页（页面存档备份，存于）

### 火炬傳遞在各城市的情況
YouTube
- 倫敦：YouTube上的 、YouTube上的
- 巴黎：YouTube上的
- 舊金山：YouTube上的
- 布宜諾斯艾利斯：YouTube上的
- 達累斯薩拉姆：YouTube上的

火炬接力官方網站
- 阿拉木圖
- 圣彼得堡
- 倫敦
- 巴黎
- 舊金山
- 布宜諾斯艾利斯
- 達累斯薩拉姆
- 馬斯喀特
- 伊斯蘭堡
- 新德里
- 曼谷
- 吉隆坡
- 雅加達
- 堪培拉
- 長野
- 首爾
- 平壤